# San Andrés y Sauces
La villa y ciudad de San Andrés y Sauces es un municipio español situado al noreste de la isla de La Palma, en la provincia de Santa Cruz de Tenerife, comunidad autónoma de Canarias. Tiene una extensión de 42,75 km² y una población de 4296 habitantes (INE 2024).
El término municipal, que se extiende desde las costas del océano atlántico hasta las cumbres de la isla, reúne a dos localidades fundadas tras la conquista del territorio benahorita de Adeyahamen: la Villa de San Andrés, situada junto al mar y Bien de Interés Cultural, y la localidad de Los Sauces, cabecera municipal y el núcleo de mayor población del norte de La Palma. El resto del municipio se divide en otras 16 entidades de población, agrupadas tradicionalmente en los barrios de Bajamar, Las Lomadas y Los Galguitos.
Los nacientes de Marcos y Cordero, así como las distintas fuentes y galerías, han permitido históricamente la presencia de una notable riqueza agrícola en el municipio. El plátano es en la actualidad la principal fuente económica de San Andrés y Sauces, donde también destaca el cultivo del ñame. Los Tilos, integrado en el parque natural de Las Nieves, es uno de los bosques de laurisilva mejor conservados de Canarias, y el primer lugar de La Palma en ser declarado Reserva de la Biosfera. Puerto Espíndola y el Charco Azul son otros dos lugares de interés de la costa.

## Toponimia

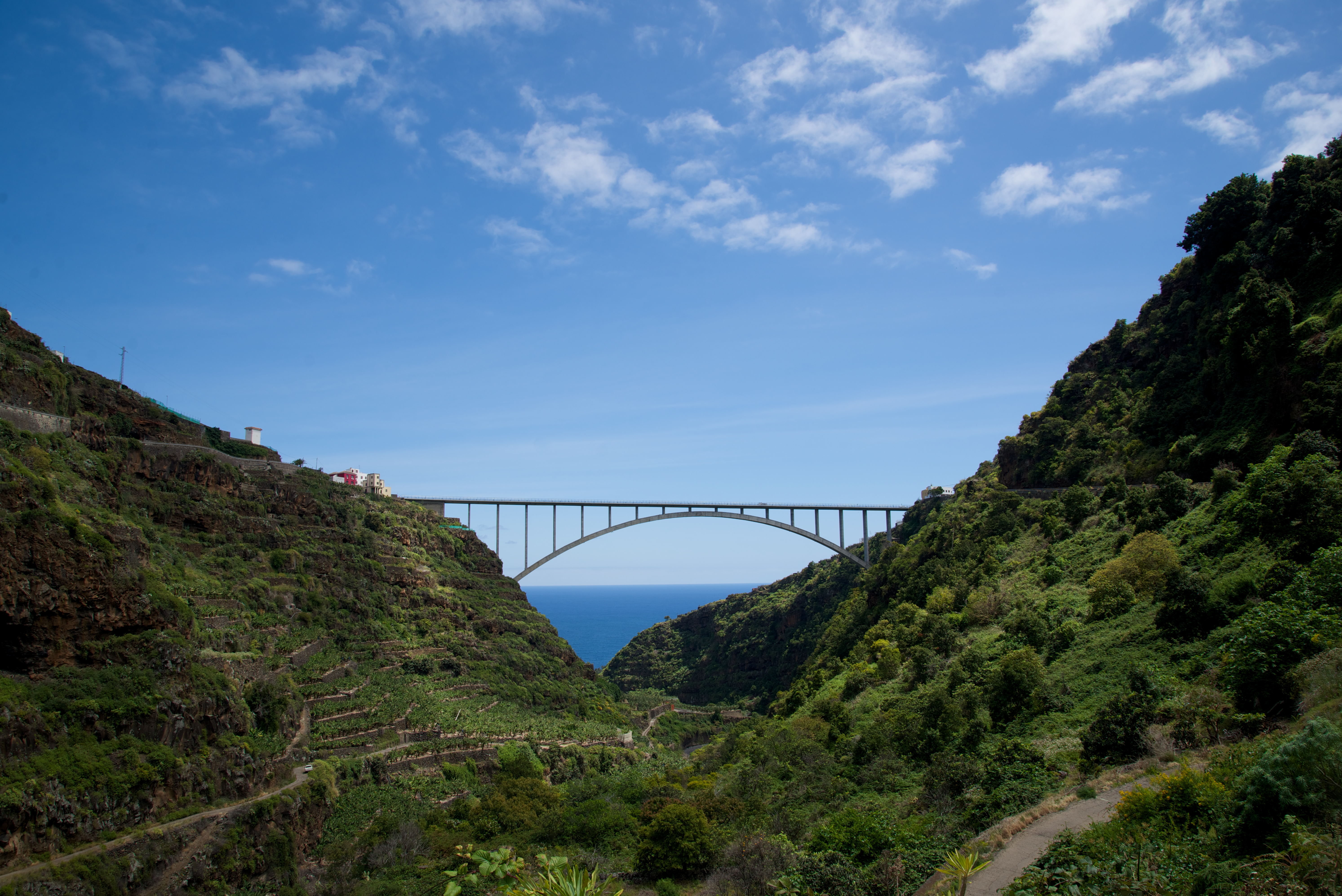
Puente de Los Tilos

La denominación de San Andrés y Sauces aparece a principios del siglo xvi para referenciar a la parroquia conjunta creada para estas dos poblaciones.San Andrés debe su nombre a su patrón el apóstol, mientras que el topónimo Los Sauces parece responder a la entonces abundancia del sauce canario a lo largo de los arroyos. Por metonimia, y debido a la mayor importancia demográfica y administrativa actual del núcleo capitalino, la población palmera suele denominar a todo el municipio como Los Sauces. El gentilicio es saucero, -a.
El topónimo Adeyahamen, nombre de la demarcación aborigen que ocupaba el actual municipio, no sobrevivió en la tradición oral de la isla, siendo rescatado modernamente para dar nombre a una calle, una balsa de agua y un club deportivo de Los Sauces. Según Juan de Abréu Galindo quiere decir 'debajo del agua', y le fue dado por los benahoaritas por encontrarse en esta región importantes nacientes de agua. El filólogo e historiador Ignacio Reyes lo deriva de una posible forma original hadday-ahămāhăn > addeyahamen, con el significado literal también de 'debajo del agua', mientras que Maximiano Trapero, dudando sobre si la traducción de Abréu es «por verdadera equivalencia lingüística o por simple coincidencia de la realidad», también relaciona este término con la voz bereber -amen para 'agua'.

## Símbolos
El escudo heráldico municipal de San Andrés y Sauces fue aprobado por el Decreto 956/1972, de 6 de abril de 1972. El escudo se blasona de la siguiente manera:

Escudo cuartelado. Primero y cuarto, en campo de gules, una banda, de oro, engolada en cabezas de dragones, de sinople, linguadas de los mismos. Segundo y tercero, en campo de gules, una cruz flordelisada, de oro, llena de sinople y angulada de cuatro espigas, de oro. Escusón, de oro, con una cruz recortada de San Andrés, de gules. Timbrado con Corona Real de España.
Boletín Oficial del Estado 1972/94 de 19 de abril de 1972

Los cuatro cuarteles del escudo reproducen las armas del conquistador Alonso Fernández de Lugo y su linaje, mientras que el escusón lleva la llamada Cruz de San Andrés, símbolo del Apóstol que da nombre al municipio.
La bandera de San Andrés y Sauces fue aprobada por Orden de 2 de agosto de 2013 del Gobierno de Canarias. La descripción textual de la bandera es la siguiente:

Bandera rectangular, con una longitud equivalente a tres medios de su anchura, llevando un aspa o cruz de San Andrés de color amarillo cuyos extremos se extienden hasta las esquinas del paño y cuyos brazos tienen una anchura equivalente a una quinta parte de la anchura del paño. De los cuatros triángulos que quedan entre los brazos del aspa, el superior y el inferior son de color verde y los dos restantes rojos. En el caso de que la bandera ostente el escudo municipal, este irá colocado en el centro geométrico del paño, con una altura equivalente a la mitad de la altura del mismo.
Boletín Oficial de Canarias 2013/153 de 9 de agosto de 2013

La bandera, que recoge los tres colores presentes en el escudo municipal, representa gráficamente los dos elementos que forman el nombre del municipio: San Andrés, mediante la cruz que lleva el nombre de este santo, y Sauces, mediante el color verde que caracteriza a estos árboles.

## Geografía

Término municipal con respecto a la isla de La Palma

El municipio de San Andrés y Sauces está situado en el sector septentrional de La Palma. Es una empinada ladera, hendida por numerosos y profundos barrancos, con una forma aproximada de triángulo isósceles, con su vértice más estrecho orientado hacia el centro insular. Tiene una extensión aproximada de 42,75 km², lo que representa algo más del 6% de la superficie de la isla. Limita al norte con el término de Barlovento por el cauce del barranco de La Herradura, al noreste con el mar a través de una costa alta y rocosa, al sur con el municipio de Puntallana por el cauce del barranco de La Galga, y por el suroeste alcanza las cresterías del borde exterior de La Caldera de Taburiente, lindando con el municipio de El Paso. La altitud del centro del municipio (Los Sauces) es de 250 metros sobre el nivel del mar.
|                | Norte: Barlovento |                        |
| Oeste: El Paso |                   | Este: Océano Atlántico |
|                | Sur: Puntallana   |                        |

Este término municipal se ubica sobre las coladas y piroclastos basálticos más antiguos de la isla. Predominan las formas erosivas, aunque pueden observarse también numerosos restos de conos volcánicos que matizan la fisonomía del paisaje, al tiempo que crean rellanos y pequeñas hoyas que mejoran las condiciones de la pendiente y del suelo, favoreciendo el asentamiento de los cultivos y la población. Destaca su elevada pendiente media, causada por los grandes desniveles que se deben salvar en una distancia en el plano de unos 10 kilómetros, entre el nivel del mar y la Cumbre de los Andenes, que supera los 2000 metros de altitud en todos sus puntos. El pico de La Cruz (situado en el límite entre Barlovento y El Paso), con 2351 m s. n. m., es la altura máxima del municipio. Destacan también Morro Negro (2312 m s. n. m.), La Fortaleza (2307 m s. n. m.) y Piedrallana (2321 m s. n. m.; en el límite con Puntallana).
Debido a la erosión, en lugares como la caldera de Tajadre o de Marcos y Cordero aflora el Complejo Basal de La Palma, lo que favorece la aparición de los manantiales. En la parte alta del municipio, el roquedo está al descubierto, a causa de la menor humedad ambiental y de la mayor insolación de este ámbito.

### Hidrografía

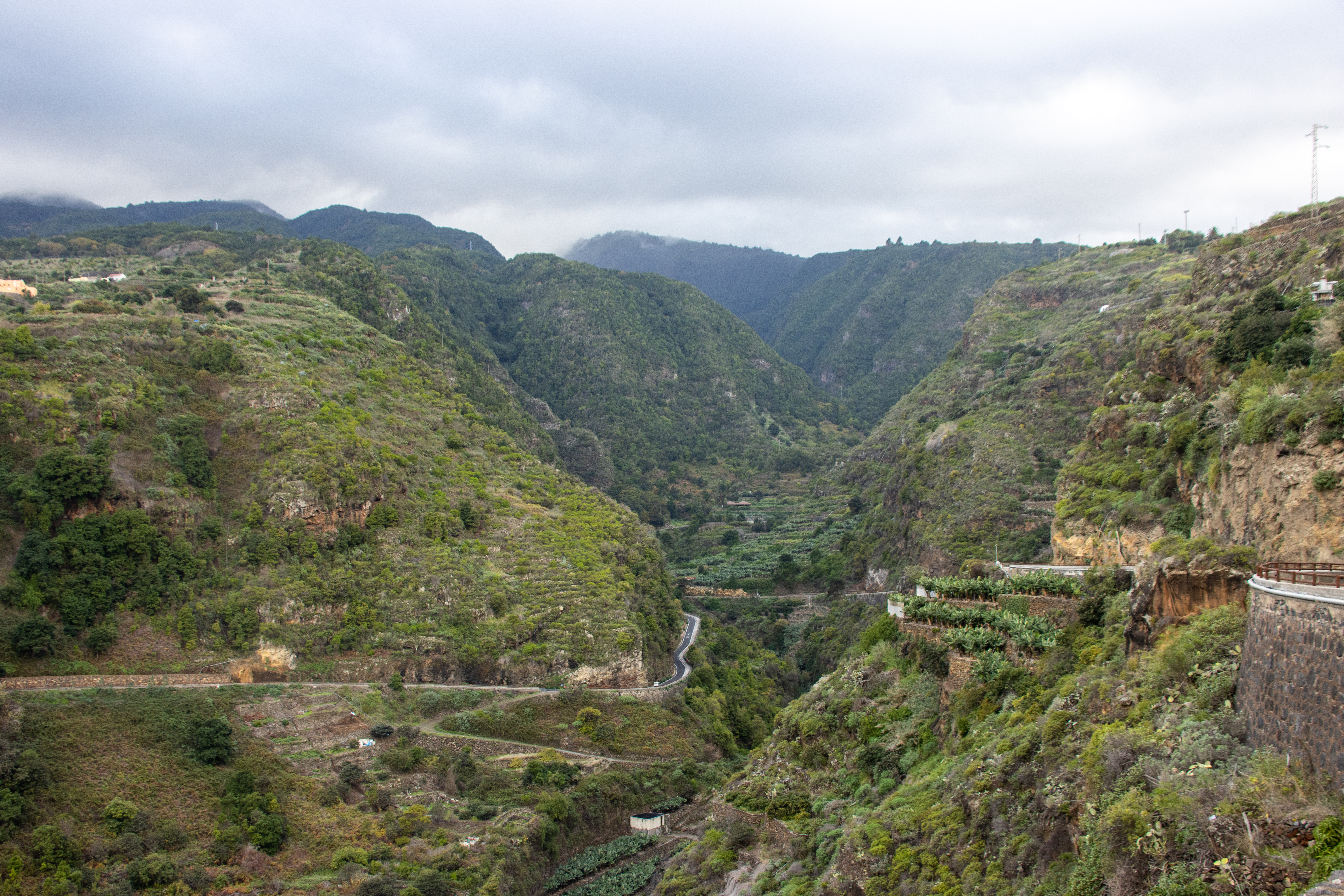
Barranco del Agua

Los distintos procesos erosivos han labrado los barrancos que atraviesan el territorio municipal en su recorrido de mar a cumbre, fragmentándolo en varios interfluvios que reciben el nombre de lomos o lomadas (en función de su anchura), lo que históricamente ha dificultado la ocupación humana del territorio y las comunicaciones.
Además de los dos barrancos que limitan al municipio por el norte y el sur, destacan los barrancos de San Juan y Alén (límite entre Los Galguitos y Las Lomadas) y el barranco del Agua, denominado históricamente como río de Los Sauces, pues por él descendían las aguas hasta su canalización para el aprovechamiento agrícola y humano.
En la cabecera de este barranco se hallan los nacientes de Marcos y Cordero, los más importantes de todo el sector septentrional de La Palma por volumen y regularidad. Riegan el Lomo de Los Sauces y la villa de San Andrés, convirtiéndolos en la segunda zona de regadío de La Palma por su extensión y productividad agrícola, lo que ha sido el soporte socioeconómico del municipio y ha llevado a Los Sauces a desempeñar el papel de capital comarcal, por su peso demográfico y por sus funciones comercial y administrativa, revalorizadas, durante mucho tiempo por el aislamiento impuesto por las difíciles comunicaciones.

### Naturaleza

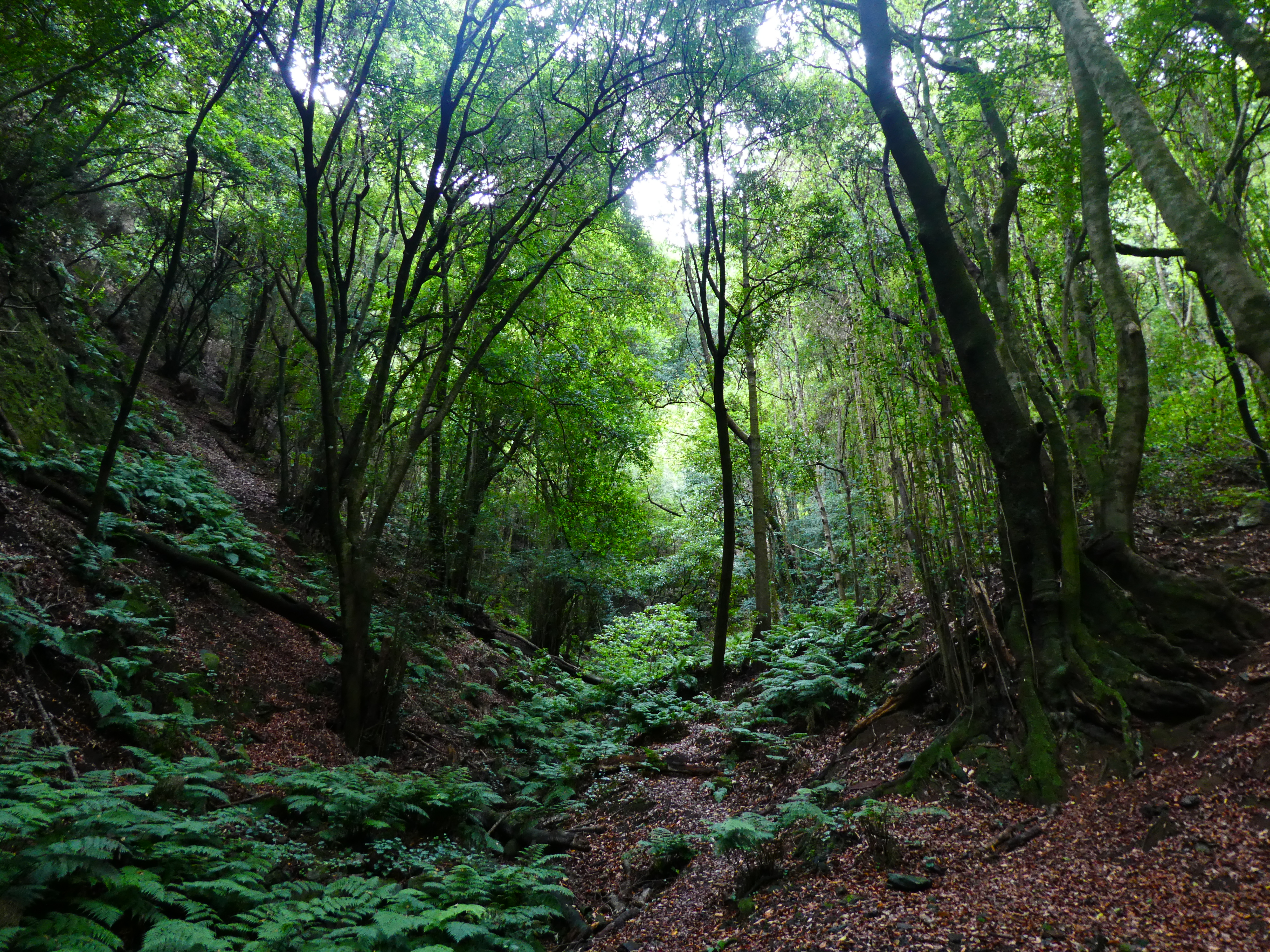
Bosque de Los Tilos

La elevación del relieve facilita el mecanismo de las precipitaciones traídas por los vientos alisios, lo que convierte a la comarca noreste en la zona más lluviosa de la isla, y por tanto la de paisaje más verde, con áreas que superan los 1000 mm anuales en el contacto del mar de nubes, todo lo cual ocasiona un fuerte escalonamiento climático, que singulariza numerosos ámbitos agroclimáticas y de vegetación en todo el término. En las medianías se asienta una de las mejores muestras de la laurisilva canaria, por encima de los 400 metros, con el singular ejemplo del bosque de Los Tilos, en el barranco del Agua.

### Áreas protegidas
El parque natural de Las Nieves, perteneciente a la red canaria de Espacios Naturales Protegidos, se extiende por gran parte del monte del municipio, y abarca la totalidad del cauce de los barrancos de San Juan y Alén, y una parte del del Agua.Dentro del parque se encuentran el Bosque de Los Tilos, declarado Reserva de la Biosfera por la Unesco en 1983, y Los Sables, considerado Lugar de Importancia Comunitaria. De la misma manera, el sector meridional incluye un pinar endémico en buen estado de conservación, con especies amenazadas y protegidas como el retamón (Genista benehoavensis) o el cabezón (Cheirolophus abreui).
El espacio forman parte de la Red Natura 2000, que además incluye las siguientes Zonas de Especial Conservación en el municipio:
- Monteverde de Lomo Grande.
- Sabinar de La Galga.

La ZEPA Roque Negro se halla en la costa del municipio, cerca de Puerto Espíndola. Además las del Espacio marino del norte de La Palma y Cumbres y acantilados del norte de La Palma cubren también gran parte de San Andrés y Sauces. Las cumbres del término están englobadas dentro de la zona periférica de protección del parque nacional de la Caldera de Taburiente. Junto con el resto de la isla es Reserva de la Biosfera.

## Historia

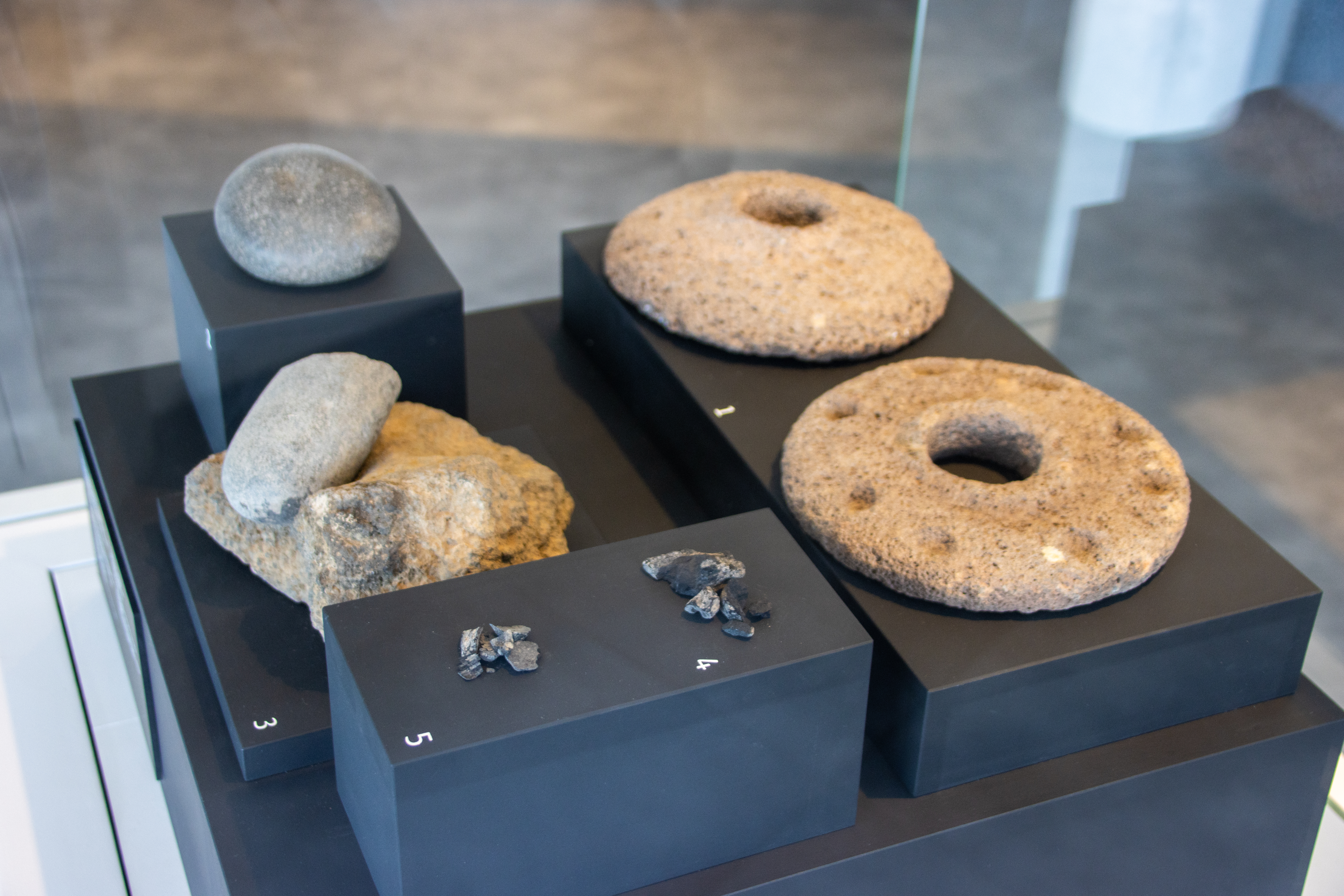
Parque arqueológico de El Tendal

### Etapa benahoarita: antes del sigloxvi
Como en el resto de la isla, los aborígenes benahoaritas fueron los primeros pobladores del actual territorio de San Andrés y Sauces. Gracias a la relativa abundancia y permanencia de afloramientos de agua, el noreste palmero fue una de las principales zonas donde se asentaban, principalmente en las cavidades que se abrían en las laderas de los barrancos, sin distinguirse grandes aglomeraciones. La fecha más antigua para el poblamiento de La Palma ha sido obtenida por la técnica de termoluminiscencia en el yacimiento de la cueva de El Tendal, dando una datación del siglo iv a. C.Las excavaciones arqueológicas evidencian una primera etapa de poblamiento, de influencia oeste magrebí, que abarca desde mediados del primer milenio antes de la era común hasta el primer milenio d. C. Después, hacia el siglo vii a. C, se inicia el período reciente, formado por una nueva oleada de gentes procedentes desde el Sahara central y meridional.
Los benahoaritas poseían una economía fundamentalmente ganadera de trashumancia, basada en la cría de cabras, ovejas y cerdos, cuyos rebaños permanecían en las zonas bajas y medias durante el invierno y ascendían a las cumbres de la isla en verano.En las cuevas se hallaron restos de habas, trigo, cebada y lentejas, lo que evidencia que los antiguos palmeros practicaban la agricultura desde los momentos más antiguos de su llegada a la isla hasta el siglo ix, desapareciendo su práctica por abandono o pérdida de la semilla.
En el momento de la conquista de La Palma, a finales del siglo xv, el territorio del actual San Andrés y Sauces se correspondía grosso modo con el Cantón de Adeyahamen. Este bando ofreció resistencia a los conquistadores, siendo sin embargo derrotados sus habitantes. Su capitán o caudillo durante la conquista fue Bediesta.

### Antiguo Régimen: siglosxviaxviii

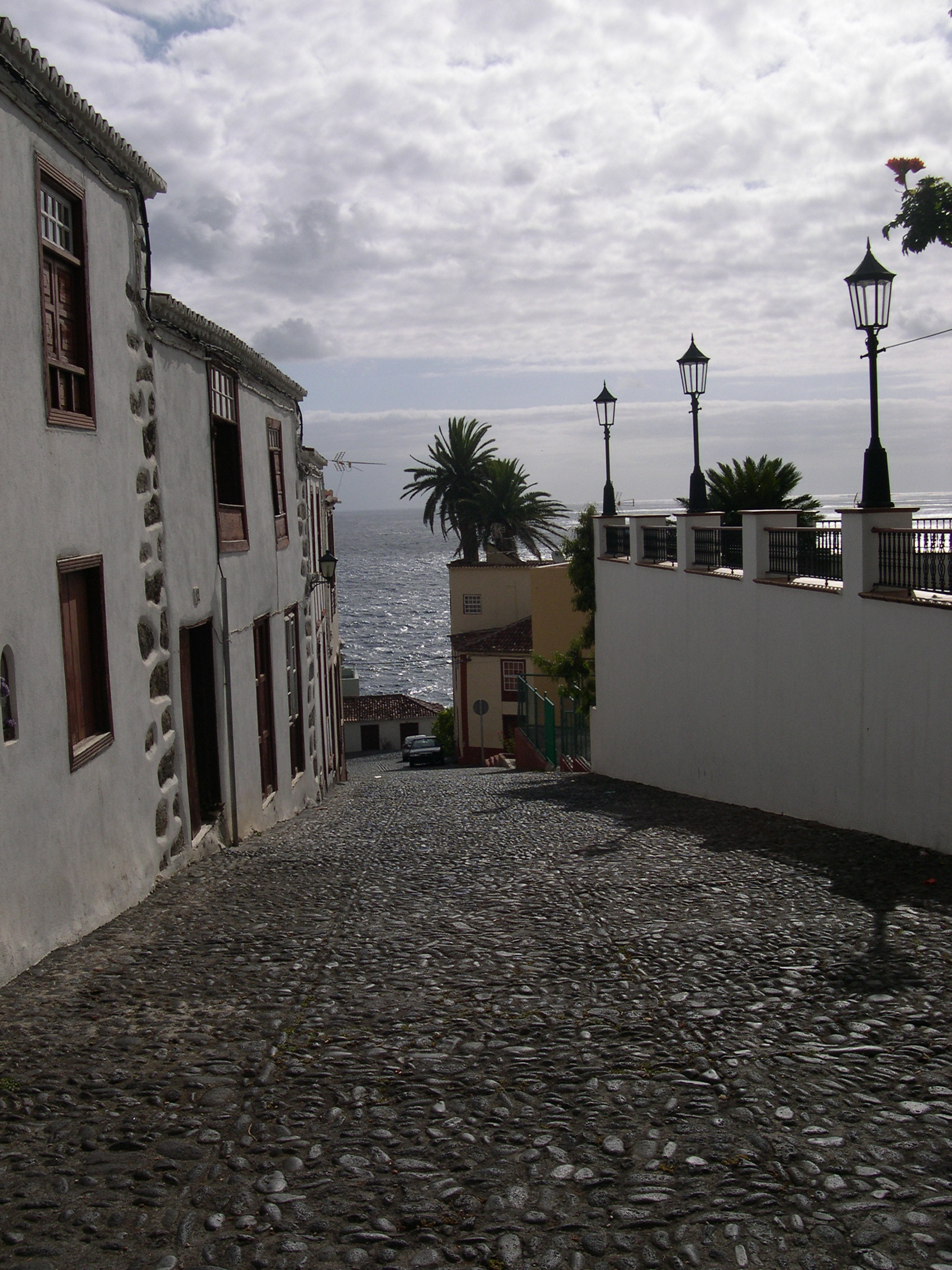
San Andrés

La disponibilidad de tierra y de las abundantes aguas que formaban parte del Río de Los Sauces atrajo desde el comienzo de la colonización europea a una gran cantidad de nuevos pobladores, entre los que destacaban los de origen portugués. Al finalizar la conquista se procedió a repartir la isla entre sus participantes y colaboradores. En un primer momento, las tierras y aguas de Los Sauces fueron del conquistador y gobernador Alonso Fernández de Lugo, pero pronto comenzará a otorgar porciones a familiares y a ciertos individuos relacionados con él por lazos de amistad, compromisos económicos, etc, entre quienes destacarían los catalanes Pedro de Benavente, Marcos Roberto de Montserrat y Gabriel de Socarrás. Los nombres de estos dos últimos se han traspasado a la toponimia, el del primero en los manantiales de Marcos y Cordero, y el del segundo en la montaña que lleva su nombre y en una zona del propio pueblo.La iglesia de San Andrés ya aparece declarada como parroquia en 1515, y su jurisdicción abarcaba Los Sauces y Barlovento.
Con el encauzamiento de las aguas para el aprovechamiento agrícola, San Andrés y Sauces se convertiría en una de las zonas de mayor poblamiento de la isla por aquel entonces, junto a Santa Cruz de La Palma y Los Llanos.La caña de azúcar y mieles exportados desde los puertos que había en el lugar hacia Europa, permitieron el rápido florecimiento económico de la costera Villa de San Andrés, uno de los núcleos más antiguos de Canarias y que fue, durante el siglo xvi y buena parte del xvii, la población más floreciente de La Palma después de la capital. Su importancia motivó que se le concediera el título de villa en los primeros años de la conquista, apareciendo citada como tal en las datas de 23 de diciembre de 1507. Centro comercial que llegó a tener tres escribanías, fue lugar de residencia de notables familias propietarias de la tierra, cuyas casas aún pueden contemplarse a lo largo de estrechas calles trazadas en aquella época. Por su parte, el núcleo de Los Sauces, situado en la zona baja de medianías acogería al campesinado. Por entonces la iglesia de Nuestra Señora de Montserrat dependía del beneficiado de San Andrés, «servidas ambas por un mismo párroco», excepto en Semana Santa, en que los vecinos de Los Sauces pagaban a un sacerdote para que hiciera los oficios religiosos.

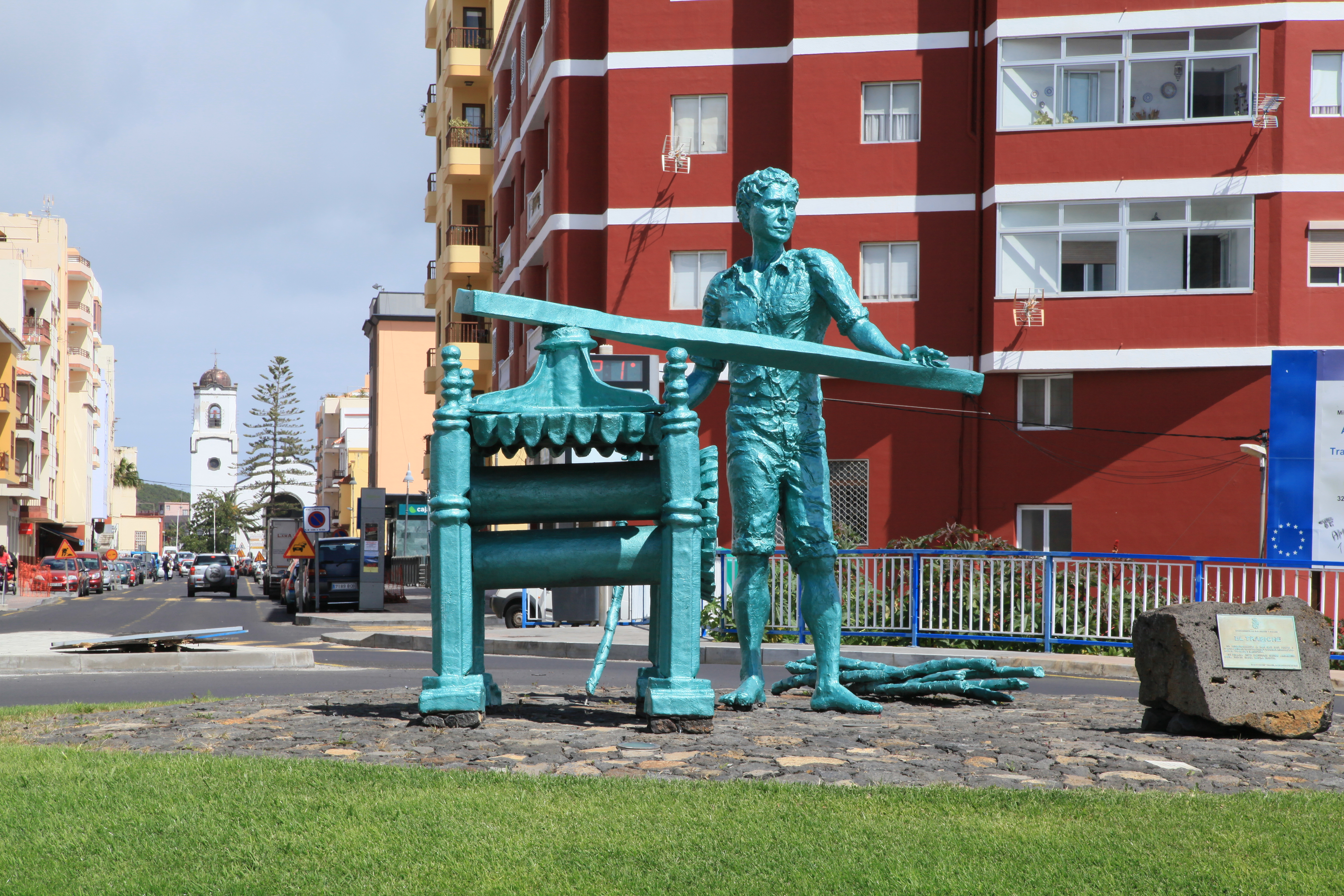
Escultura de El Trapiche en 2015

Con la crisis del sector azucarero (finales del siglo xvi) tiene lugar una reducción de la superficie dedicada a caña de azúcar, terminando por ser sustituida por viñedos, cereales, frutales y otros cultivos destinados al autoconsumo y al mercado interior. Poco a poco, la Villa de San Andrés irá perdiendo importancia, creciendo y desarrollándose paulatinamente Los Sauces, que con el paso del tiempo se convertirá en la capital y principal núcleo del municipio, concentrando la mayor parte de los servicios y comercios. El núcleo de San Andrés mantendrá un largo pleito con el de Los Sauces por el derecho a utilizar los sobrantes del agua de los manantiales de Marcos y Cordero, que estaban vinculados originariamente a las tierras del lomo de Los Sauces, lo que constituye un caso único en Canarias, pues lo general es que la propiedad del agua sea independiente de la tierra. Incluso dentro del lomo de Los Sauces han sido constantes los pleitos que han llegado hasta el Tribunal Supremo sobre los derechos del uso del agua entre diferentes regantes.

### Etapa contemporánea: siglosxixaxxi

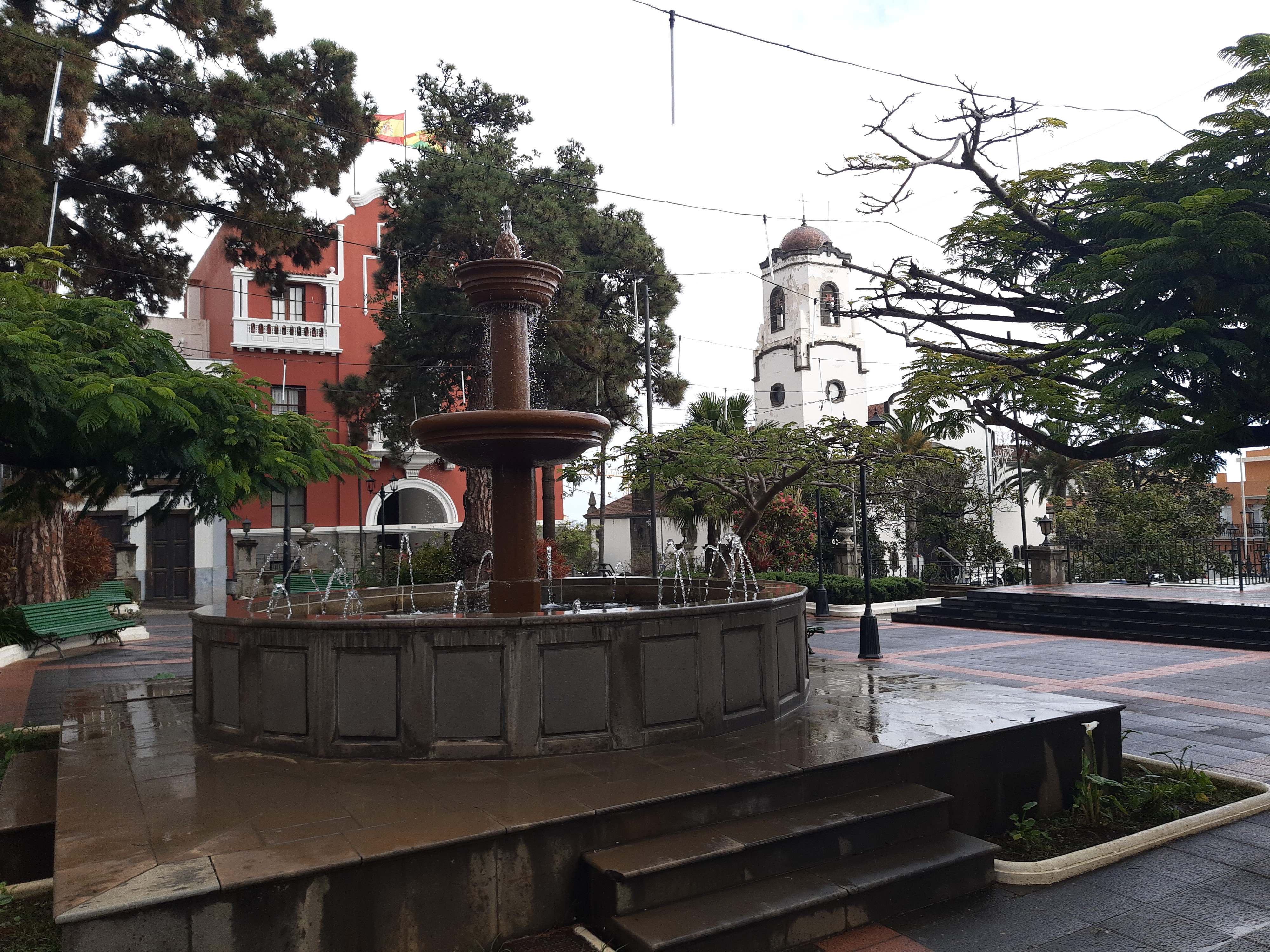
Parque Antonio Herrera (La Alameda) en Los Sauces

Cuando los campesinos se convirtieron en propietarios de la tierra, defenderán la vinculación del agua a la tierra, lo que provocará a lo largo del siglo xix la decadencia económica de San Andrés, que fue abandonado por los descendientes de los antiguos propietarios, favoreciéndose el desarrollo de la entidad situada en el Lomo de Los Sauces. Con la crisis de la cochinilla se volvió a la caña de azúcar, hasta que en el siglo xx se desarrolla el cultivo del plátano. A las aguas de Marcos y Cordero se sumarán las alumbradas mediante galerías, que permiten extender los cultivos de regadío a otras zonas hasta entonces de secano como Los Galguitos. Gracias al regadío y a su importancia agrícola, San Andrés y Sauces se consolida como uno de los centros agrícolas de la isla, con el núcleo de Los Sauces como cabecera comercial y administrativa del norte de La Palma. La abundancia de comercios de diversa naturaleza y de otros servicios (farmacias, telégrafos, molinos harineros, etc.) atrajo a vecinos de otros municipios de la zona. También se contó con un Teatro-Cine por el que pasaron importantes películas de la época y con algunas sociedades culturales, como la denominada El Progreso. En 1900 el municipio recibe el título de ciudad.

Hoy en día, San Andrés y Los Sauces forman una sola población, de la que la primera es su parte inferior. El distrito es famoso por sus aguas, su fertilidad y su aire puro y estimulante. [...] Varias hermosas casonas y fincas, con sus jardines, otorgan un grado de esplendor a las afueras del pueblo que contrasta con el rosco y austero casco.
Charles Edwardes. Excursiones y estudios en las Islas Canarias (1888)

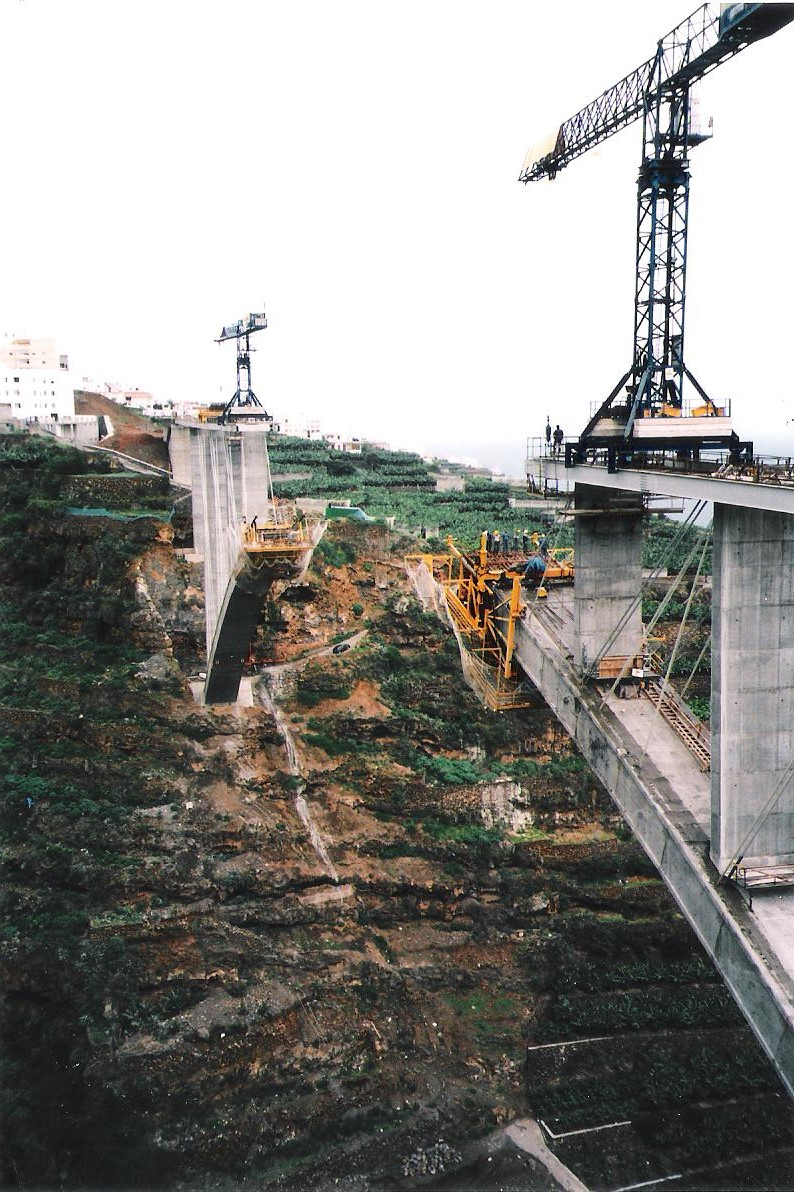
Construcción del puente de Los Tilos en 2003

Aún en la primera mitad del siglo xx, las comunicaciones con el resto de la isla seguían haciéndose por caminos y vía marítima. Puerto Espíndola era el principal punto de salida de la producción agrícola saucera, donde se embarcaban diversos productos de la tierra con destino, por ejemplo, a la capital de la isla, con gran aceptación. La carretera C-830 no entrará en servicio hasta 1930, convirtiéndose en atractor de los asentamientos poblacionales. Debido a ser lugar de paso de la carretera del norte, así como a la ubicación costera de las fincas plataneras, Los Sauces creció demográficamente mientras que San Andrés terminó por estancarse.Entre los años 1990 y 2000 se realizarán diversas obras que mejoran sensiblemente el trazado de la carretera y la conectividad del municipio con el resto de la isla, entre las que destaca el puente de Los Tilos.

Todas las opiniones coinciden al catalogar el nuevo puente de Los Tilos como la obra de ingeniería de mayor envergadura que se han realizado hasta la fecha en La Palma y en Canarias, pues, entre otros aspectos, ostenta el honroso título de ser el más largo sin apoyos intermedios de España y de Europa. Representa, además, el punto culminante y el elemento más destacado de las obras de acondicionamiento de la carretera general del Norte, en la segunda fase del tramo comprendido entre Tenagua y Los Sauces y abre un nuevo capítulo en el potencial desarrollo de esta comarca. La puesta en servicio y los actos institucionales de su inauguración, celebrados el 18 de diciembre de 2004, marcan un hito en la historia insular y del archipiélago.
Juan Carlos Díaz Lorenzo. Diario de Avisos (19/12/2004)

El monte de San Andrés y Sauces, de gran riqueza natural y económica, serán objeto de protección medioambiental en la segunda mitad del siglo xx. El bosque de Los Tilos es declarado reserva de la biosfera en 1983, ampliándose sucesivamente hasta cubrir la totalidad de la isla de La Palma ya empezado el siglo xxi. Los valores naturales y patrimoniales del municipio contribuyen al florecimiento de un pequeño sector turístico en la zona.

## Demografía

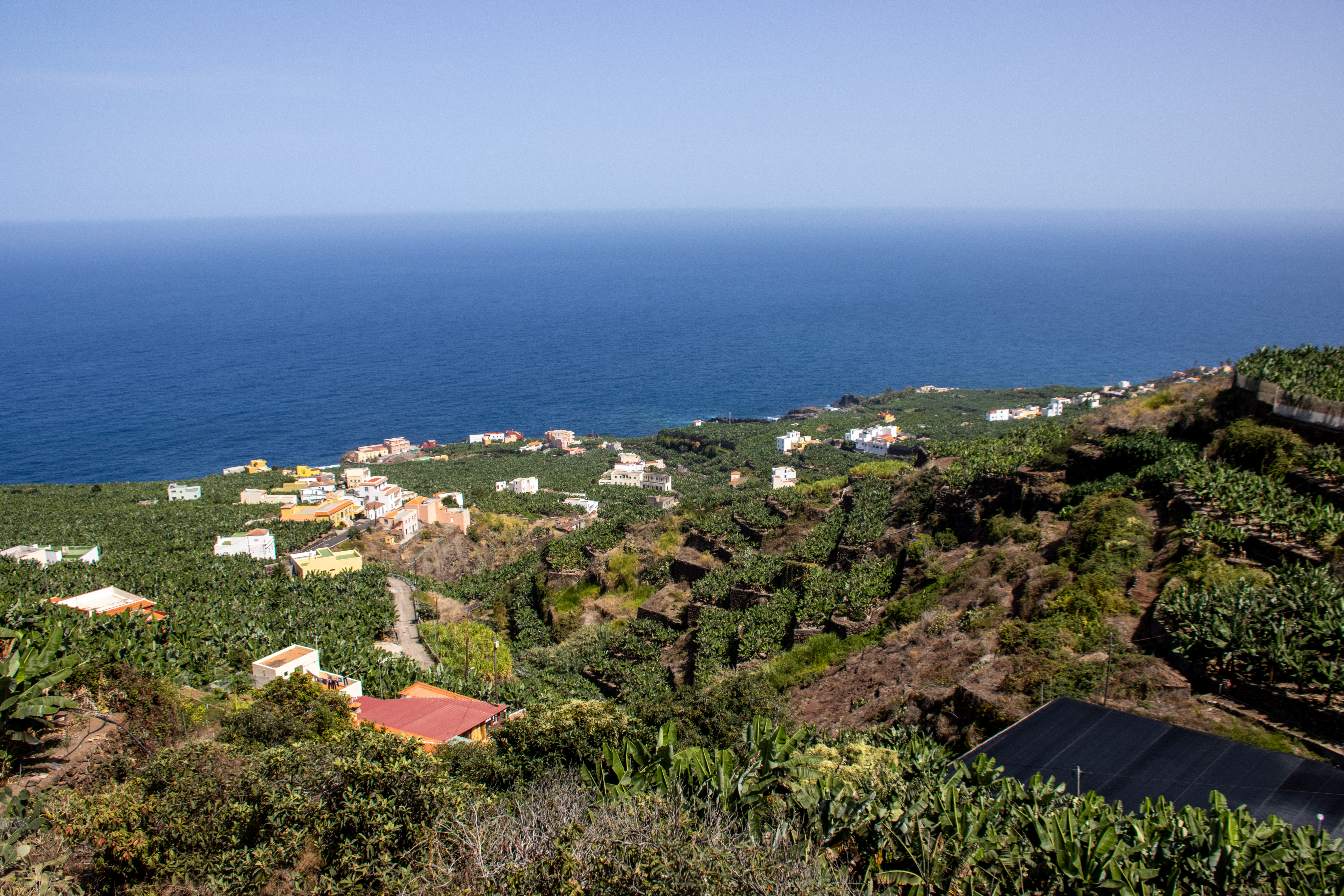
Plataneras en Los Sauces

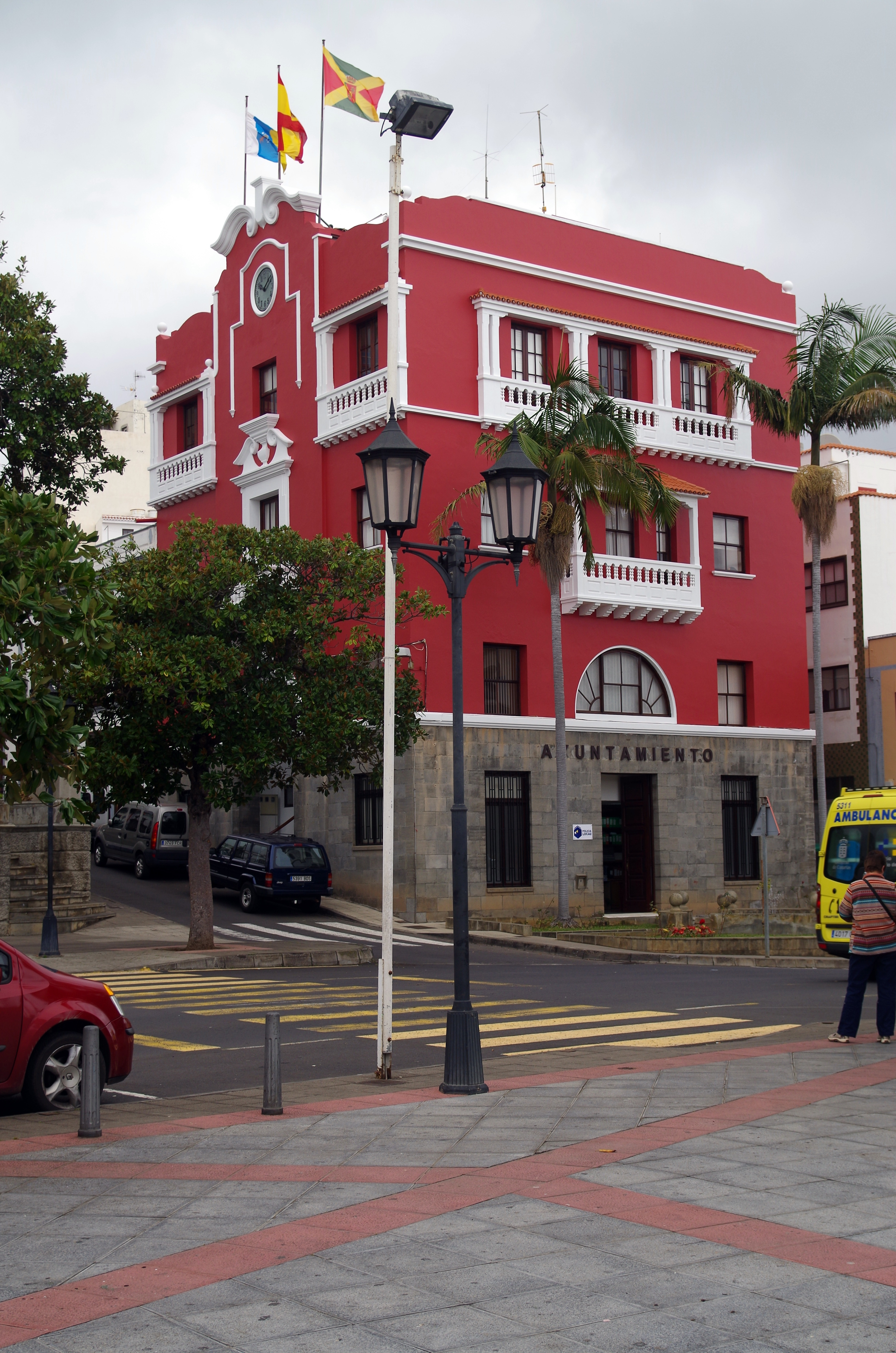
Ayuntamiento de San Andrés y Sauces

San Andrés y Sauces cuenta con una población de 4296 habitantes (INE 2024).
| Gráfica de evolución demográfica de San Andrés y Sauces entre 1842 y 2021                                           |
| |
| Población de derecho según los censos de población del INE Población de hecho según los censos de población del INE |

Según los datos del INE, San Andrés y Sauces posee 4170 habitantes en 2022, lo que representa aproximadamente un 5 % de la población insular. La mitad de la población del municipio reside en el casco de Los Sauces, merced a sus funciones de pequeña capital comarcal. La emigración ha sido una de las constantes en la evolución demográfica reciente de San Andrés y Sauces. Tras alcanzar su pico poblacional en los años 1950, varios miles de sauceros han debido abandonar el municipio en dirección a Venezuela o a Tenerife, que sólo han regresado a la isla en pequeña medida, para acabar instalándose en muchos casos en Los Llanos de Aridane o en Santa Cruz de La Palma y localidades aledañas.

## Economía
La economía gira en torno al plátano principalmente, siendo el único otro cultivo de importancia la caña de azúcar, que se usa en la única destilería de la isla para fabricar el Ron Aldea. Otro cultivo minoritario es el ñame, que se cultiva en las laderas húmedas encharcadas de los barrancos. Los sauceros son conocidos en La Palma como ñameros.
En la costa se encuentra Puerto Espíndola, un pequeño puerto pesquero que anteriormente fue la principal vía de comunicación del municipio, antes de que se construyera en el siglo XX la carretera.
En la costa se encuentran también las piscinas naturales del Charco Azul, pequeño centro turístico del municipio.

## Administración y política

### Gobierno municipal
La Administración Local del municipio se realiza a través del Ayuntamiento de San Andrés y Sauces, cuyos componentes se eligen cada cuatro años por sufragio universal de todos los ciudadanos españoles y de la Unión Europea mayores de 18 años de edad que estén empadronados en el término municipal. Según lo dispuesto en la Ley del Régimen Electoral General, que establece el número de concejales elegibles en función de la población del municipio, la corporación municipal de San Andrés y Sauces está formada por 11 concejales, entre estos se incluye quien ostenta la alcaldía-presidencia. El ayuntamiento recibe soporte técnico y presupuestario del Gobierno de Canarias y el Cabildo de La Palma.
| Periodo   | Nombre                                | Partido | Partido                                                         |
| --------- | ------------------------------------- | ------- | --------------------------------------------------------------- |
| 1979-1983 | Antonio Telesforo Hernández Hernández |         | Unión de Centro Democrático (UCD)                               |
| 1983-1987 | Antonio Telesforo Hernández Hernández |         | Agrupación Democrática Electoral de San Andrés y Sauces (APESA) |
| 1987-2003 | Manuel Marcos Pérez Hernández         |         | Partido Socialista Obrero Español (PSOE)                        |
| 2003-2011 | Nieves María Dávila Martín            |         | Coalición Canaria (CC)                                          |
| 2011-2023 | Francisco Javier Paz Expósito         |         | Partido Socialista Obrero Español (PSOE)                        |

| Partido político                         | 2023 | 2023  | 2023       | 2019 | 2019  | 2019       | 2015 | 2015  | 2015       | 2011 | 2011  | 2011       | 2007 | 2007  | 2007       |
| Partido político                         | %    | Votos | Concejales | %    | Votos | Concejales | %    | Votos | Concejales | %    | Votos | Concejales | %    | Votos | Concejales |
| Partido Socialista Obrero Español (PSOE) | 1462 | 56,44 | 7          | 1584 | 61,21 | 8          | 1625 | 63,83 | 8          | 1488 | 49,34 | 6          | 1127 | 34,59 | 5          |
| Partido Popular (PP)                     | 748  | 28,88 | 3          | 325  | 12,56 | 1          | 375  | 14,73 | 1          | 364  | 12,07 | 1          | 230  | 7,06  | 1          |
| Coalición Canaria (CC)                   | 354  | 13,66 | 1          | 585  | 22,6  | 2          | 516  | 20,27 | 2          | 1133 | 37,57 | 4          | 1672 | 51,32 | 7          |
| Podemos                                  | —    | —     | —          | 73   | 2,82  | 0          | —    | —     | —          | —    | —     | —          | —    | —     | —          |
| Nueva Canarias (NC)                      | —    | —     | —          | —    | —     | —          | —    | —     | —          | —    | —     | —          | 137  | 4,21  | 0          |
| Centro Canario Nacionalista (CCN)        | —    | —     | —          | —    | —     | —          | —    | —     | —          | —    | —     | —          | 62   | 1,9   | 0          |

### Organización territorial
San Andrés y Sauces está dividido en dieciocho entidades de población, agrupadas localmente en cinco barrios: Bajamar, Los Galguitos, Las Lomadas, San Andrés y Los Sauces.
| Entidad singular      | Habitantes |
| --------------------- | ---------- |
| Los Sauces            | 2497       |
| San Andrés            | 303        |
| Quinta Zoca           | 315        |
| Hoya Grande           | 285        |
| Fuente Nueva          | 23         |
| Bermúdez              | 77         |
| El Cardal             | 131        |
| El Roque              | 46         |
| El Tanque             | 145        |
| Garachico             | 288        |
| Llano el Pino         | 131        |
| Llano La Palma        | 58         |
| Orotava               | 72         |
| Ramírez               | 86         |
| San Juan              | 45         |
| San Pedro             | 29         |
| Verada Bajamar        | 181        |
| Verada de las Lomadas | 263        |
| Total                 | 4975       |

## Servicios

### Educación
La oferta de centro educativos públicos de la consejería de educación se compone de cuatro centros escolares y un instituto:
- IES Cándido Marante Expósito en Los Sauces, con enseñanzas de ESO, Bachillerato y Formación Profesional.
- CEIP José Luis Albendea y Gómez de Aranda en Los Sauces, con enseñanzas de educación infantil y primaria.
- CEIP San Andrés, escuela unitaria con enseñanzas de educación infantil y primaria.
- CEIP Verada de Las Lomadas, escuela unitaria con enseñanzas de educación infantil y primaria.
- CEIP Los Galguitos, escuela unitaria con enseñanzas de educación infantil y primaria.

Las escuelas unitarias son atendidas por el colectivo de escuelas rurales CER Barlovento-Sauces.
El ayuntamiento cuenta con una escuela infantil en Los Sauces para menores de entre 6 meses y tres años de edad.
Además el municipio cuenta con una biblioteca municipal, ubicada en el edificio de la casa de la cultura y que sirve de lugar de estudio.

### Sanidad
La zona básica de salud de San Andrés y Sauces cubre el término municipal y el vecino de Barlovento. Para la atención primaria existe un centro de salud en Los Sauces.
Asimismo, el municipio cuenta con dos Farmacias de Guardia en Los Sauces.

### Servicios sociales
El municipio cuenta con una residencia de mayores y centro de día en Los Sauces.

### Transporte y comunicaciones

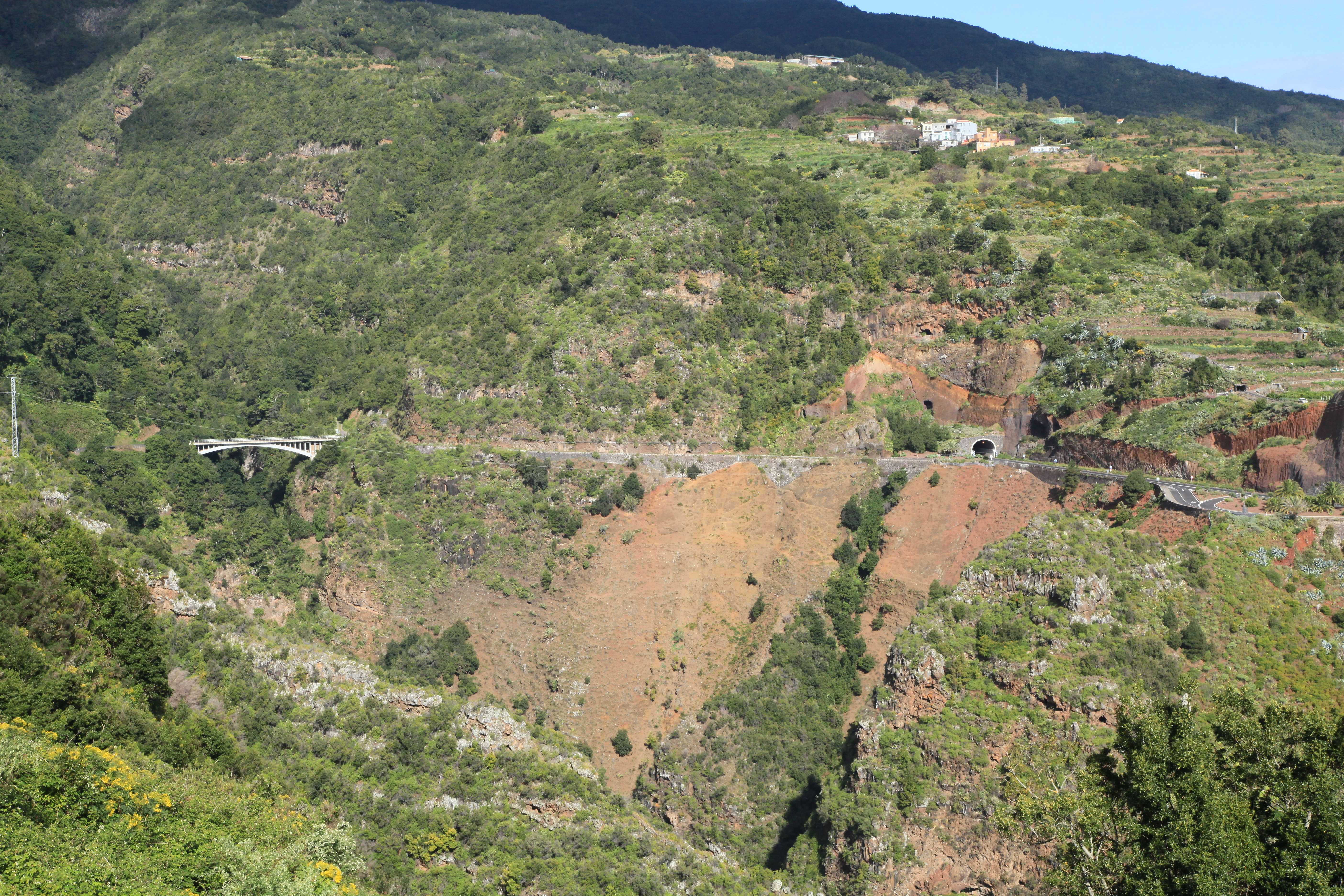
Puente y túnel de la LP-1 en Los Galguitos

El municipio es atravesado por la carretera de Circunvalación Norte LP-1, que parte desde Santa Cruz de La Palma y llega hasta Los Llanos de Aridane atravesando Barlovento y Garafía. De esta vía surgen caminos vecinales que comunican los núcleos habitados, así como las siguientes carreteras de interés insular:
- La LP-104, que da acceso a San Andrés y a la zona costera de Los Sauces.
- La LP-105, que da acceso al centro de visitantes y al Bosque de Los Tilos.
- La LP-1042, que da acceso al Charco Azul y a Puerto Espíndola.

La carretera LP-4 de acceso al Roque de Los Muchachos también atraviesa San Andrés y Sauces en su zona de cumbre.
El municipio cuenta con servicio de taxi y está comunicado con dos líneas insulares de guagua:
| Línea | Trayecto                                   | Recorrido     |
| ----- | ------------------------------------------ | ------------- |
| 4     | Los Sauces - Puerto Espíndola - Los Sauces | Horario/Línea |
| 100   | Barlovento - S/C de La Palma               | Horario/Línea |

## Patrimonio
El municipio destaca por su masa boscosa de laurisilva, sus profundos barrancos, sus bancales y cultivos de plátanos. Algunos lugares de interés son el barranco y bosque de los Tilos, Los Nacientes de Marcos y Cordero, El Molino El Regente, El Charco Azul (piscinas naturales), Puerto Espíndola, iglesia de San Andrés, así como los núcleos de población, donde encontramos buenas muestras de arquitectura tradicional.

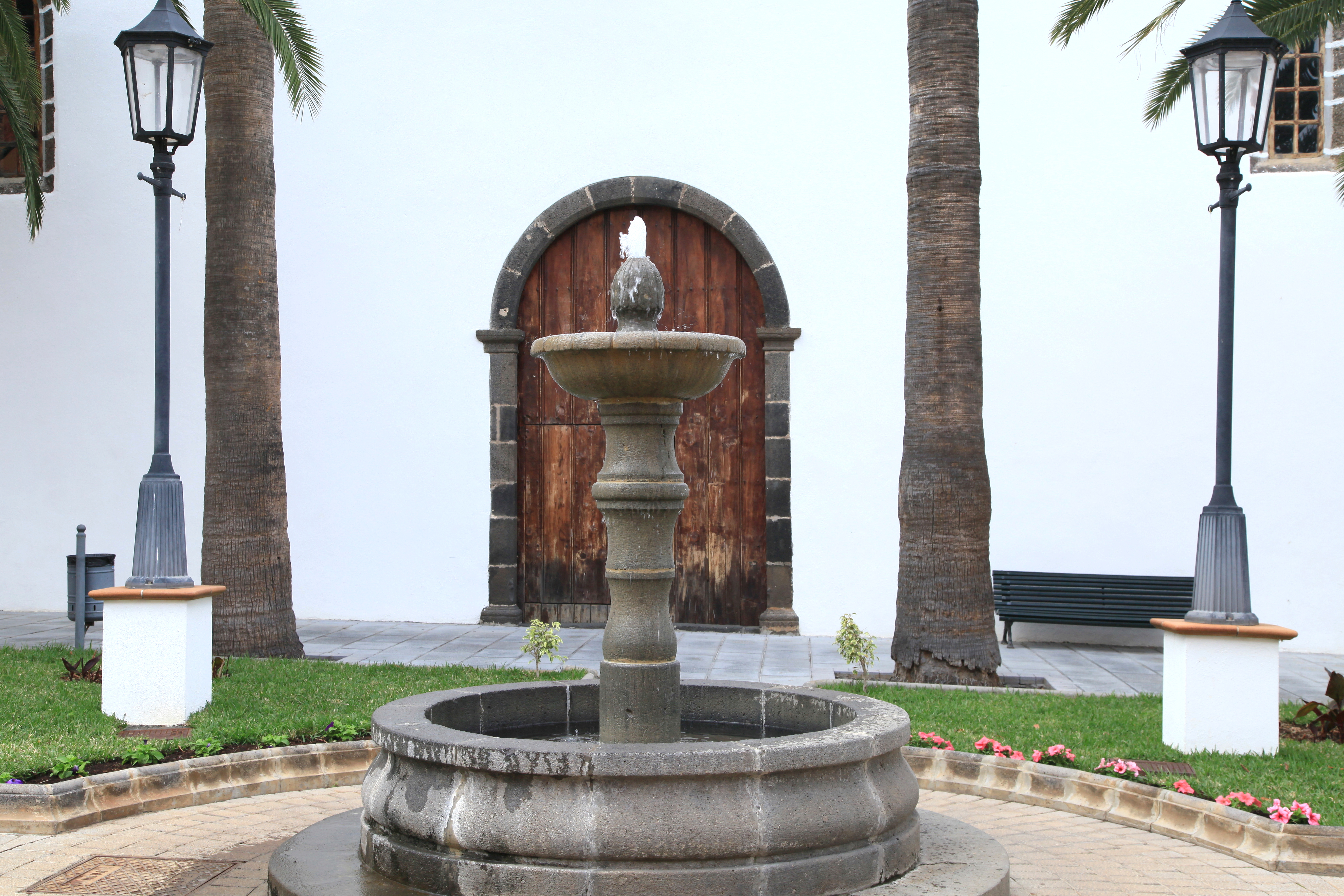
Plaza e iglesia de San Andrés

- iglesia de San Andrés: Bien de Interés Cultural con la categoría de Monumento desde 1986, es un uno de los templos más antiguos de Canarias, teniendo constancia de su existencia como parroquia desde 1515. Su situación central en la villa indica que fue erigida para servir de núcleo a San Andrés. Destaca en el interior su techumbre mudéjar, el retablo barroco, la imagen flamenca de Nuestra Señora del Rosario y un pequeño tapiz flamenco cosido a una casulla del ropero litúrgico. (ambos del siglo xvii). Esta iglesia contiene también un nacimiento costumbrista, formado por unas cincuenta figuras de diversos tamaños, ataviadas con diferentes vestimentas. En ellas quedan representadas algunas labores relacionadas con el campo o con los oficios artesanales. La iglesia es el escenario de una de las leyendas nacidas en la isla, y que cuenta lo ocurrido a María Liberata de Guisla. Mujer de cuna, fue enterrada en la cripta de la mencionada capilla dedicada a Nuestra Señora del Rosario. Unos días después, el sacristán del templo escuchó golpes y unas voces que pedían auxilio, pero mantuvo silencio para no ser tomado por loco. Cuando la cripta fue abierta años más tarde para la inhumación del sacerdote Ambrosio de Paz, el esqueleto de María Liberata fue encontrado fuera de su tumba, con un ladrillo en la mano. Había sido enterrada viva. La plaza situada junto a la iglesia, pertenece a los siglos xvii y xviii. El entorno paisajístico del lugar queda conformado por sus calles adoquinadas, hermosas casonas de amplios ventanales y alagadas balconadas orientadas hacia el mar, así como los exuberantes cultivos de plátanos que lo rodean.[51][52]Interior de la iglesia de Montserrat

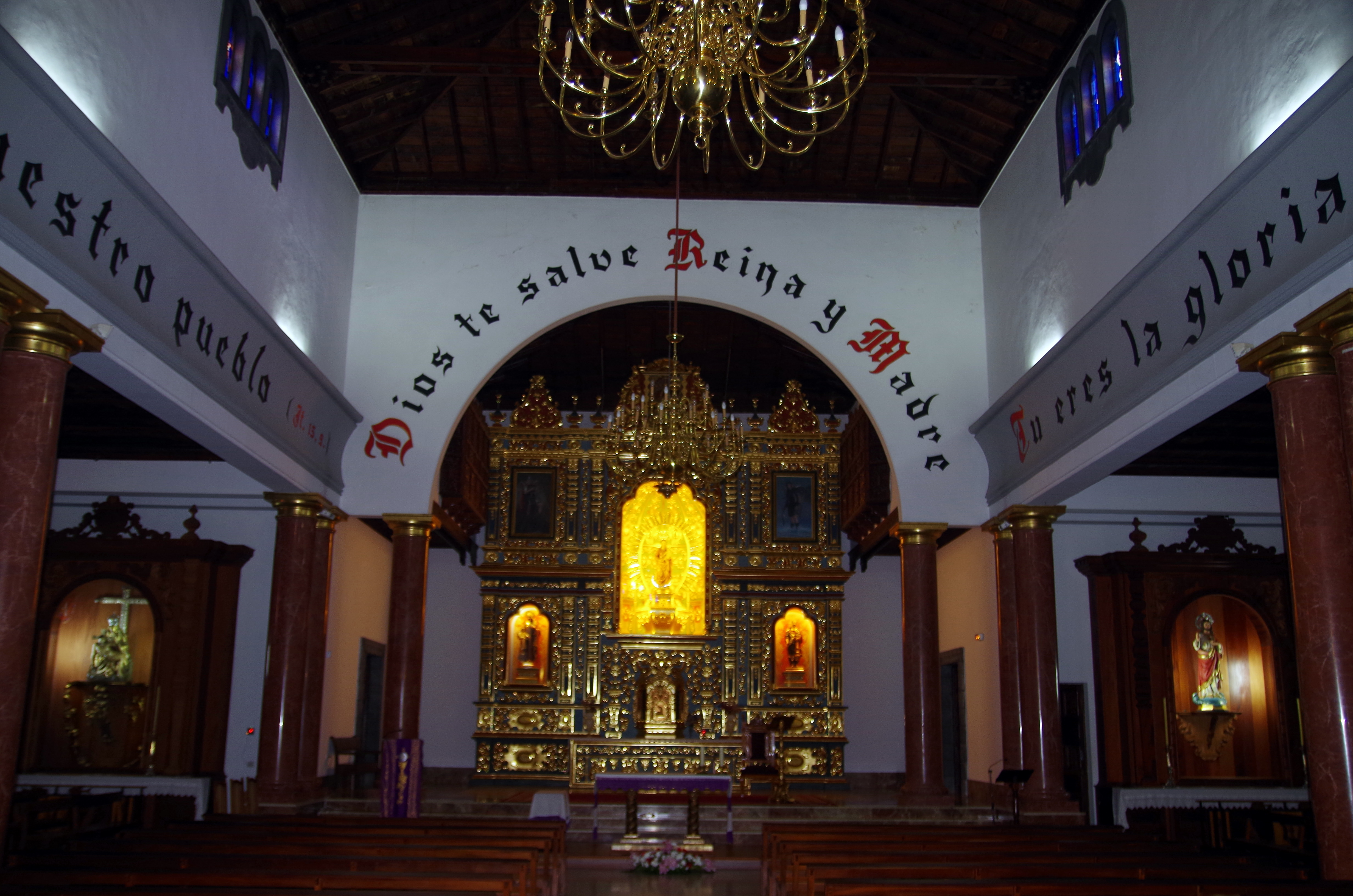
Interior de la iglesia de Montserrat

- Iglesia de Nuestra Señora de Montserrat: erigida en 1513 como ermita dedicada a la patrona de Cataluña, atendió las necesidades espirituales de los dueños y trabajadores del ingenio del azúcar fundado por Marcos Roberto de Montserrat, natural de Tarragona. El templo original fue reemplazado por la iglesia actual, inaugurada el 27 de abril de 1968. Posee una tabla flamenca que representa a la Virgen de la montaña. Justo en frente de la iglesia se sitúa la plaza de Nuestra Señora de Montserrat, que junto a la conocida como Alameda (parque Antonio Herrera) conforman un conjunto neurálgico donde se celebran todo tipo de eventos culturales.[51] [52]
- Iglesia de San Pedro Apóstol: Situada en Las Lomadas, su antigüedad se remonta al menos hasta el año 1525, reconstruida en 1718 y siguiendo sucesivas reformas que llegan a nuestros días. Se trata de una construcción muy sencilla, compuesta de una única nave con cubierta de teja árabe y armaduras mudéjares.[51]Ermita de San Sebastián

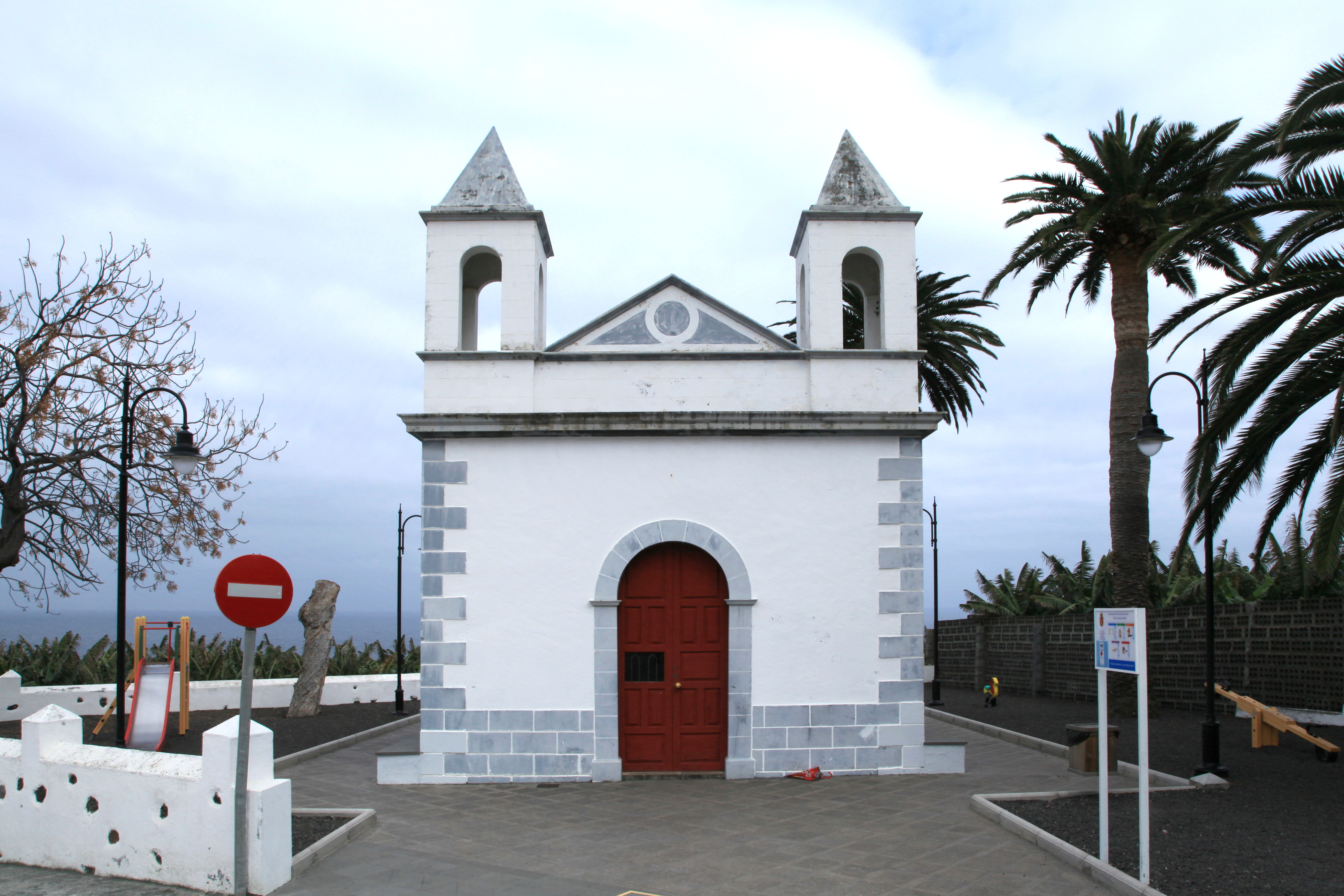
Ermita de San Sebastián

- Ermitas de San Sebastián y del Pilar: situadas ambas en San Andrés, la primera es de estilo gótico del siglo xvi y la segunda barroca fue construida en 1755.[51]
- Ermita de San Juan Bautista: pertenece al siglo xvi y se encuentra en la plaza de San Juan de Los Galguitos. Su estructura consta de una sola nave rectangular renacentista. Destaca su retablo central moderno.[51]
- Ermita de Santa Rita: Construida en 1996 en la plaza de Bajamar. La imagen de la santa, vestida con el hábito negro propio de la orden de San Agustín, preside la capilla, llevando en sus manos un crucifijo y mostrando en su frente un estigma en alusión a la Pasión de Cristo.[51]Cueva de El Tendal

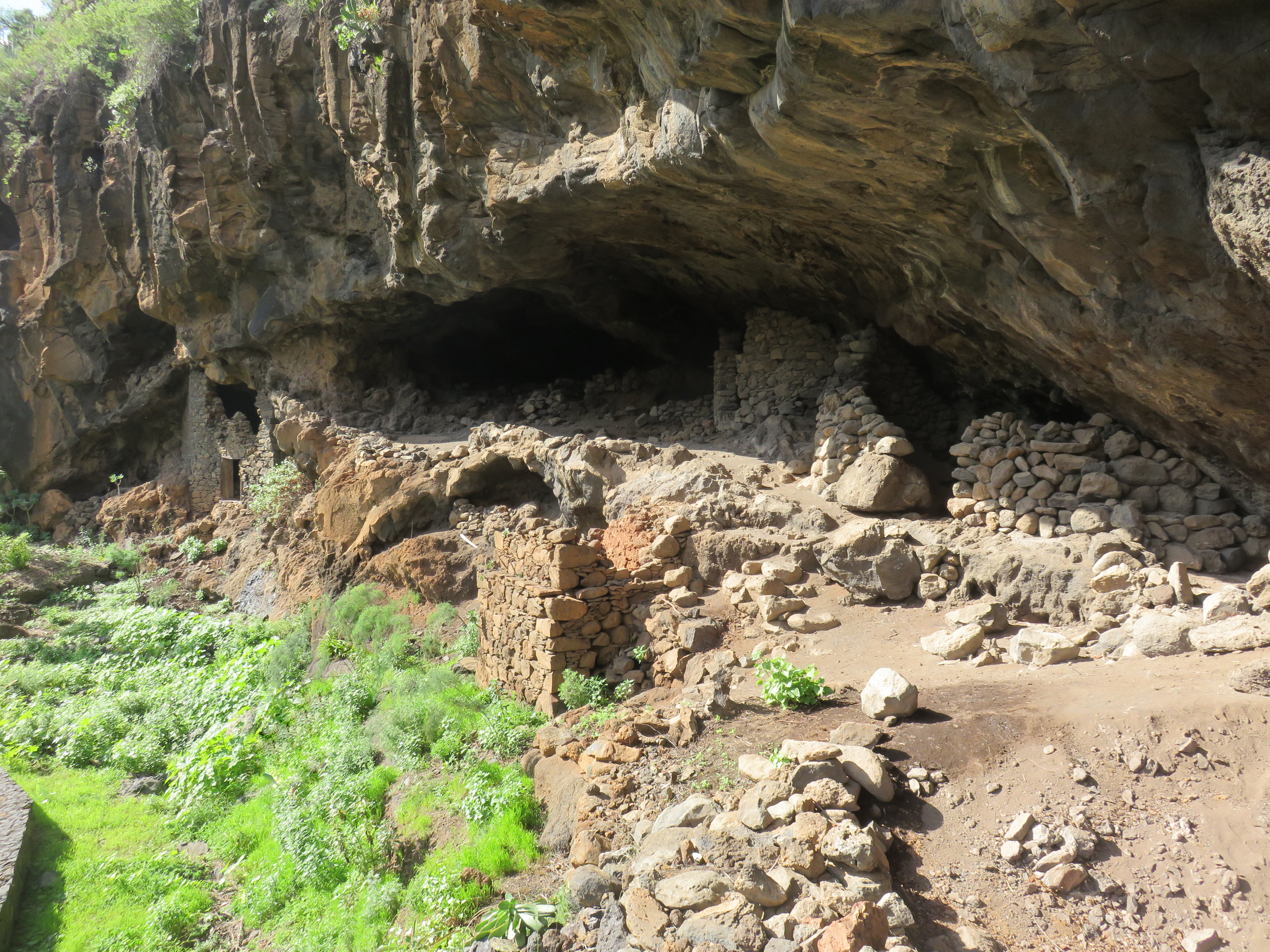
Cueva de El Tendal

- Cueva de El Tendal: parque arqueológico, bien de interés cultural. Se trata de uno de los yacimientos más importantes de la isla de La Palma, ubicándose en el tramo final del barranco de San Juan, en Los Galguitos. El conjunto está formado por, al menos, 9 cuevas naturales de habitación y 2 necrópolis. Estas cuevas fueron habitadas por los antiguos pobladores de la isla. Cuenta con centro de visitantes.[52]
- Molino El Regente: Molino de agua instalado sobre un lomo en lo alto de Los Sauces en 1873, constando de una casa, torre y acueducto. Reformado como museo etnográfico, cuenta con una sala de turbinas, la sala del molino propiamente dicha, la cocina con horno de leña y una sala que cuenta con una réplica de un telar canario.[52]Horno de la cal

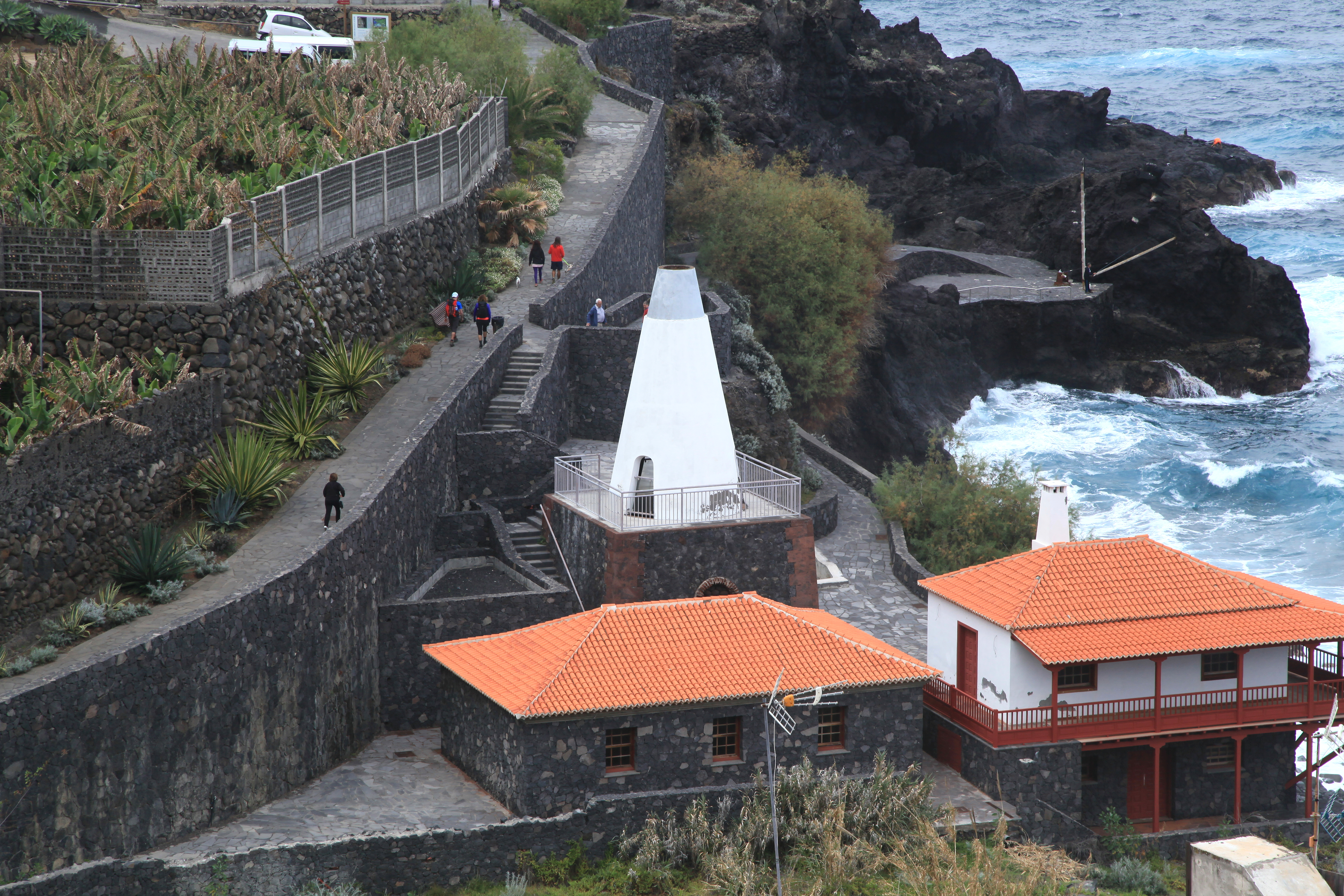
Horno de la cal

- Horno de la cal: situado en la desembocadura del barranco del Agua en San Andrés, data de principios del siglo xx. La piedra de cal cruda debía ser cocida para su utilización tanto para formar morteros como para enjalbegar los paramentos, dando lugar a la aparición de hornos en los lugares donde se desembarcaba.[52]El Charco Azul

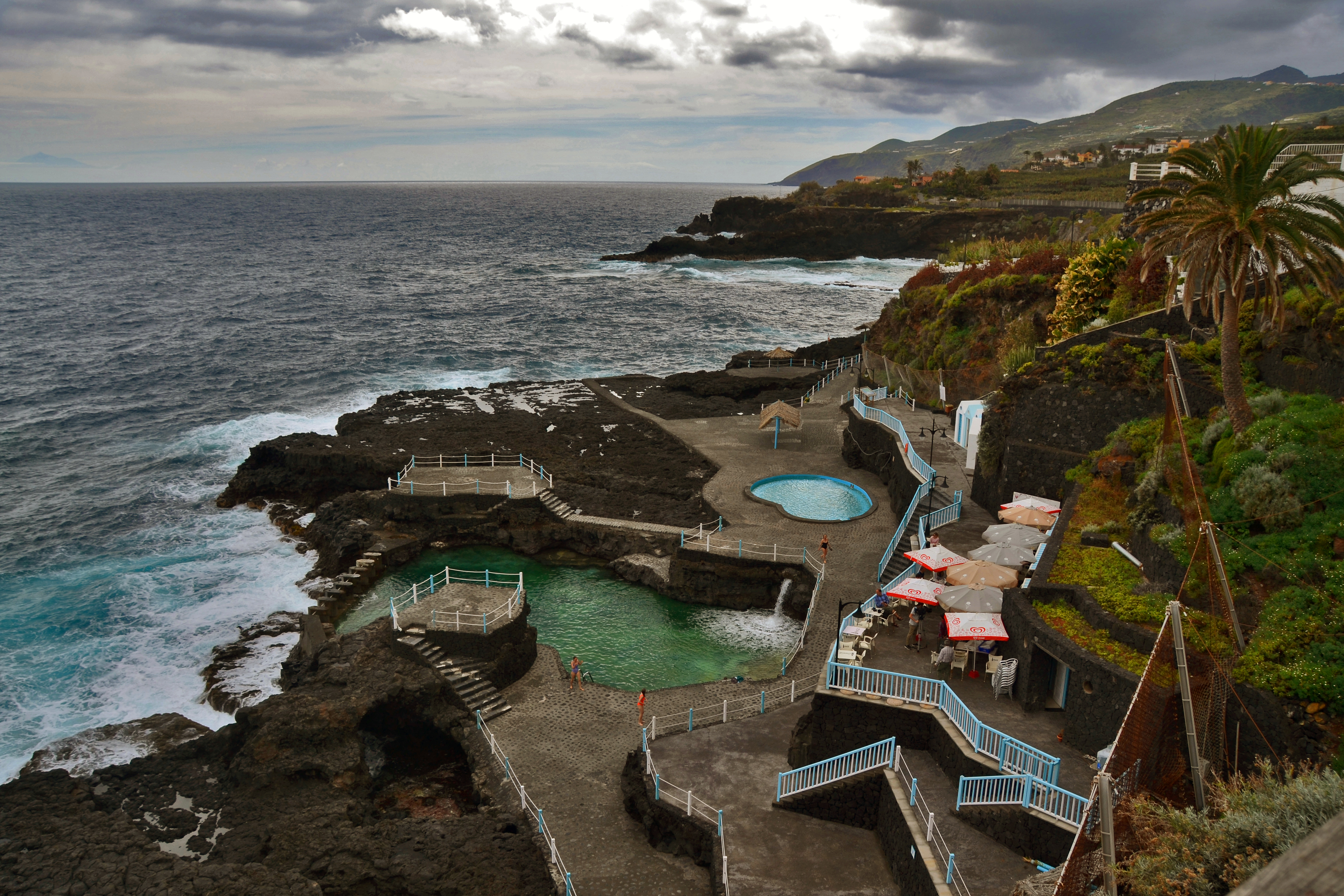
El Charco Azul

- Charco Azul: piscinas naturales que constituyen un enclave de ocio y esparcimiento dentro del municipio y la propia isla de La Palma. Se trata de un conjunto de piscinas de agua marina, una piscina infantil, la piscina de El Charco en la que se incluye una cascada, y una piscina conocía como El Charco de Las Damas. Desde las piscinas parte un paseo marítimo que llega a San Andrés. Está habilitada de servicios de vestuarios, duchas, sombrillas, así como un quiosco-restaurante. En 2012 fueron declaradas como una de las 10 mejores piscinas naturales de España.[52]Puerto Espíndola

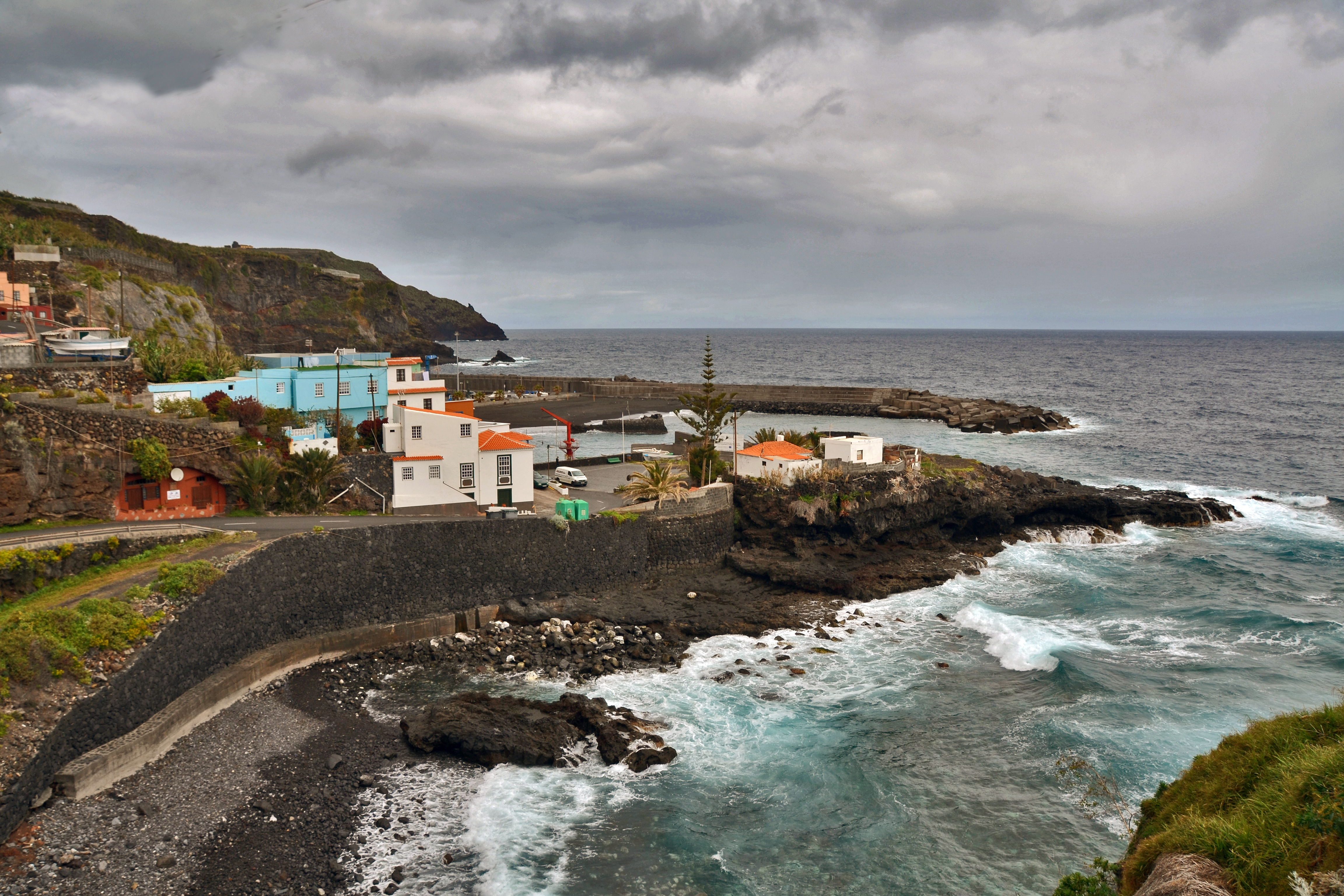
Puerto Espíndola

- Puerto Espíndola: Núcleo pesquero del municipio, antaño puerto comercial de notable importancia e intensa actividad. Antiguamente, el mar era la forma más habitual utilizada por los viajeros y las mercancías para acceder a la comarca noreste y se aprovechaban zonas abrigadas de la costa, salientes, etc., pudiéndose contar con pescantes mediante los cuales el barco se unía con tierra. El municipio de San Andrés y Sauces contó con varios embarcaderos, como el puerto de La Cuevita, en San Andrés. Entrado el siglo xx, poco a poco la actividad portuaria se irá concentrando en el conocido como puerto de Espíndola, situado en la desembocadura del barranco de Pavones, destinado principalmente para fletar el azúcar de las plantaciones. Reconvertido a principios del siglo xxi en puerto pesquero y deportivo de mayor entidad. Cuenta con una playa de arena negra.[52]
- Viaducto de Los Tilos: Es el puente más grande de España de un solo arco, mide 350 metros de largo y se eleva más de 150 metros sobre el fondo del barranco del Agua. Se abrió al tráfico en diciembre de 2004 y acorta la antigua carretera entre Las Lomadas y Los Sauces en dos kilómetros y en unos cinco minutos.[52]Centro de Visitantes de Los Tilos

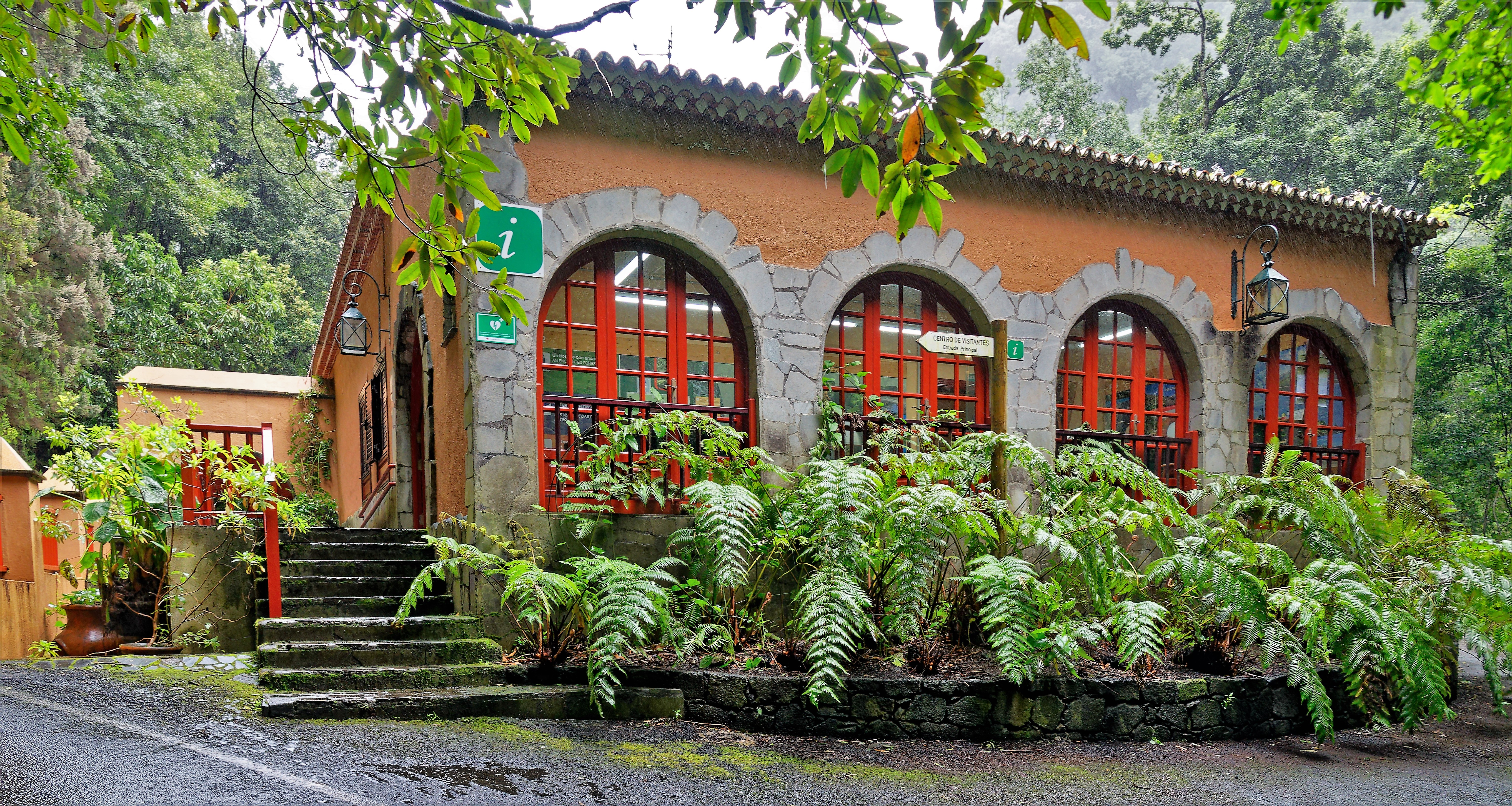
Centro de Visitantes de Los Tilos

- Bosque de Los Tilos: El Canal y Los Tiles fue la primera Reserva Mundial de la Biosfera de Canarias en junio de 1983, para salvaguardar el ecosistema de la laurisilva macaronésica. En él se encuentran el centro de interpretación de la Reserva de la Biosfera, con horario de 8:30 a 17:30 (en invierno) y de 8:30 a 18:30 (en verano), una zona recreativa y un restaurante. Se accede por una breve pista asfaltada (carretera LP-105) que remonta el curso del barranco del Agua. La zona recreativa de Los Tilos dispone de agua potable, bancos, mesas, fogones y sendero señalizado. Desde aquí parte el sendero PR-LP 6, donde se encuentra el Mirador del Espigón Atravesado. La Cascada de Los Tilos, desaparecida a finales de los años 1950 debido a la entrada en funcionamiento de la Central Hidroeléctrica del Salto del Mulato, se rescató dentro del cauce del barranco del Agua en los años 2000.[52]
- Marcos y Cordero: Se trata de una infraestructura de canalización de agua compuesta por 13 túneles excavados en la roca, que es posible cruzar mediante el sendero PR-LP 6. A la salida del túnel nº12 observamos el naciente de Marcos, del que brota un espectacular caudal de agua directamente desde la roca. El naciente de Cordero lo encontramos tras una breve cuesta a la que sigue el decimotercer túnel, está formado por tres cascadas. La ruta de El Canal de Marcos y Cordero, o conocida también como Las Aguas se considera como una de las más impactantes por su flora y singular belleza, dentro de las rutas de senderismo de la isla de La Palma.[52]Monumento al infinito

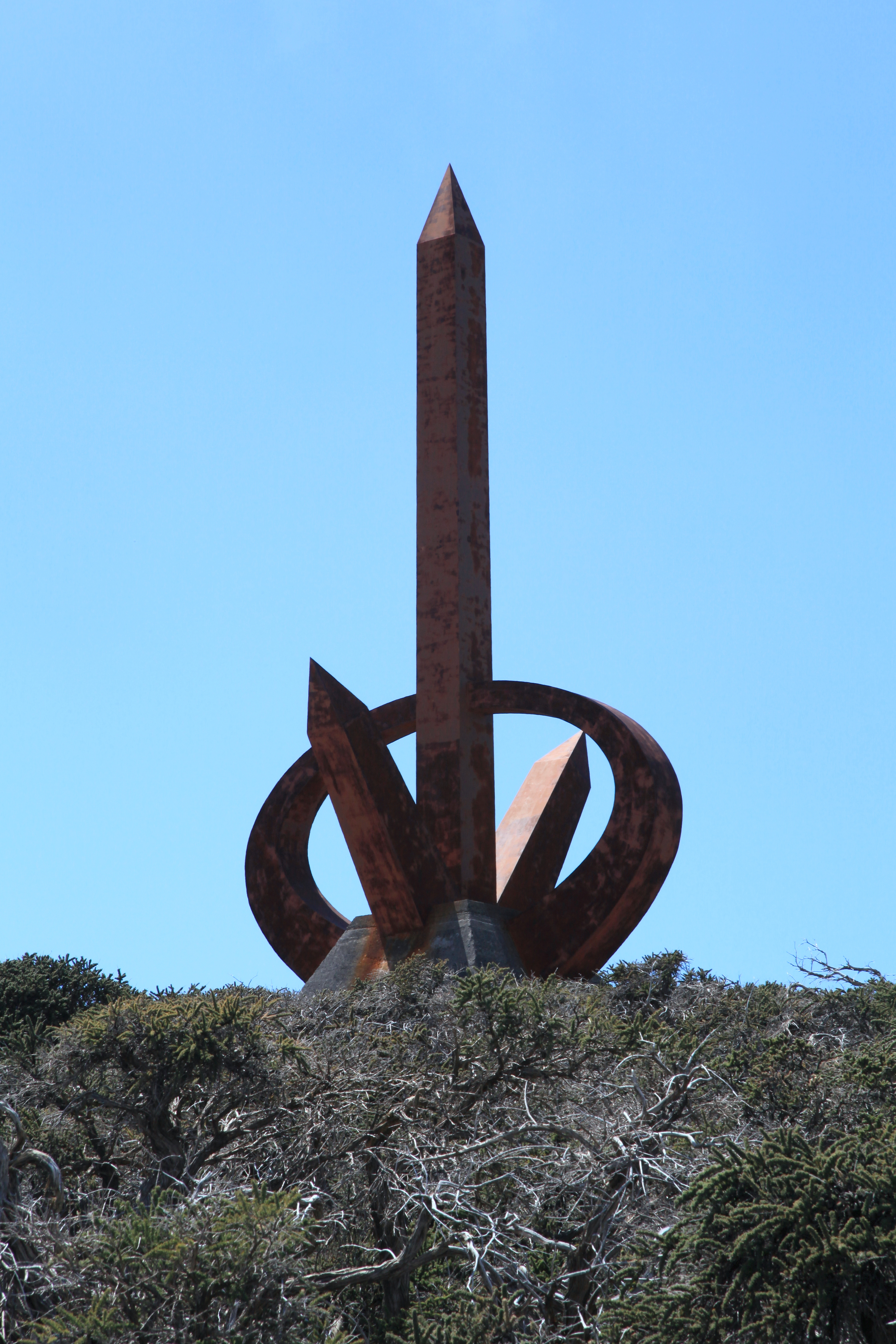
Monumento al infinito

- Monumento al infinito: única obra de César Manrique en La Palma, se encuentra enclavado en la zona alta del municipio, junto a la carretera LP-4, en una cota próxima a los 2000 metros sobre el nivel de mar. Esta obra, de unos once metros de alto, se realizó con motivo de la inauguración del Observatorio Astrofísico del Roque de Los Muchachos en el año 1985. Este punto constituye una zona de observación de las estrellas, siendo uno de los más importantes miradores astronómicos de La Palma. Se encuentra por encima del habitual mar de nubes, por lo que se asegura un alto número de noches despejadas al año.[52]

## Cultura

### Instalaciones culturales
- Casa del Quinto: edificio del siglo XVI en Los Sauces, destinado originalmente a almacenar los Quintos de la producción de los terrenos repartidos entre los colonos. Cuenta con un pequeño teatro con escenario y galería en madera de tea que fue construido en 1930 por el cura. En la fachada posterior había una galería acristalada sobre pilares de madera, con escalera de bajada al huerto. Tanto la casa como la huerta fueron remodeladas, adecuándose la parte alta para una sala (de actos, de exposiciones, de artesanía,…) y restaurando el Teatrino.[53]
- Casa de la Cultura Manuel Guardia Roldán: lindante a la Casa del Quinto, con salón de actos, sala de exposiciones y biblioteca municipal.[53]
- Centro sociocultural de Los Galguitos
- Local social de Las Lomadas
- Local Social de San Andrés.

### Deporte

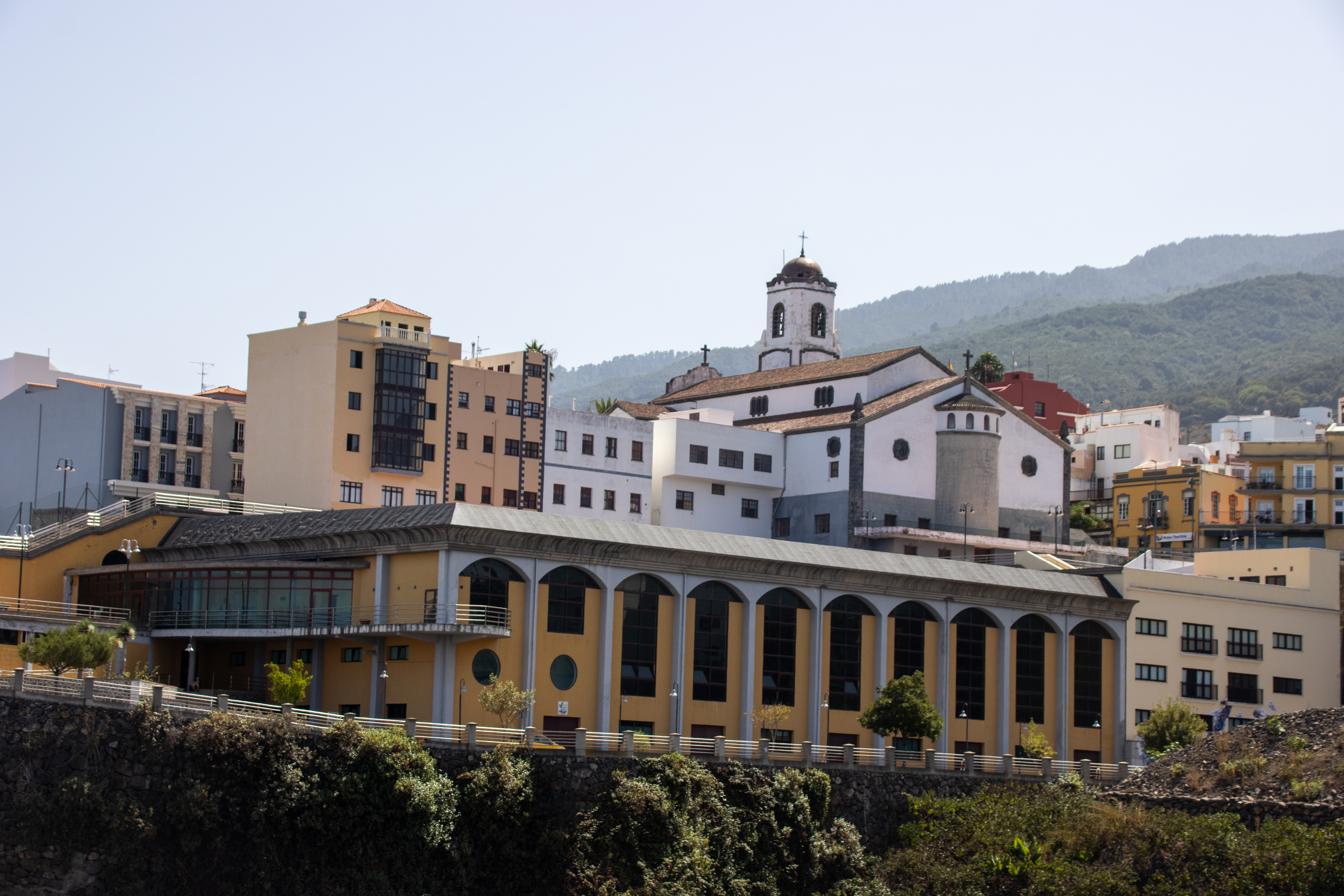
Polideportivo de Los Sauces

El municipio dispone de las siguientes instalaciones para la práctica del deporte:
- Pabellón polideportivo municipal, con un aforo de 1300 personas aproximadamente. Cuenta con gimnasio y anexos.
- Campo municipal de Fútbol de Llano Clara, de césped artificial y con un aforo de 2000 personas aproximadamente.
- Pistas de pádel municipales; tres pistas en Las Lomadas.
- Polideportivo municipal de Los Galguitos.
- Polideportivo municipal de San Andrés.
- Cancha de vóley playa en Puerto Espíndola.

Entre otros, los clubes deportivos del municipio son:
- La Unión Deportiva San Andrés y Sauces, equipo de fútbol que milita en primera regional masculina.[56]
- La Escuela de Fútbol La Unión, junto con Barlovento y Puntallana.
- El Club Baloncesto Sauces.
- El Club de Gimnasia Rítmica Adeyahamen – Nogales, junto con Puntallana.
- El Club de Lucha Bediesta, de lucha canaria.
- El Club de Pádel Los Tilos (dentro de la Federación Canaria de Pádel).

### Religión

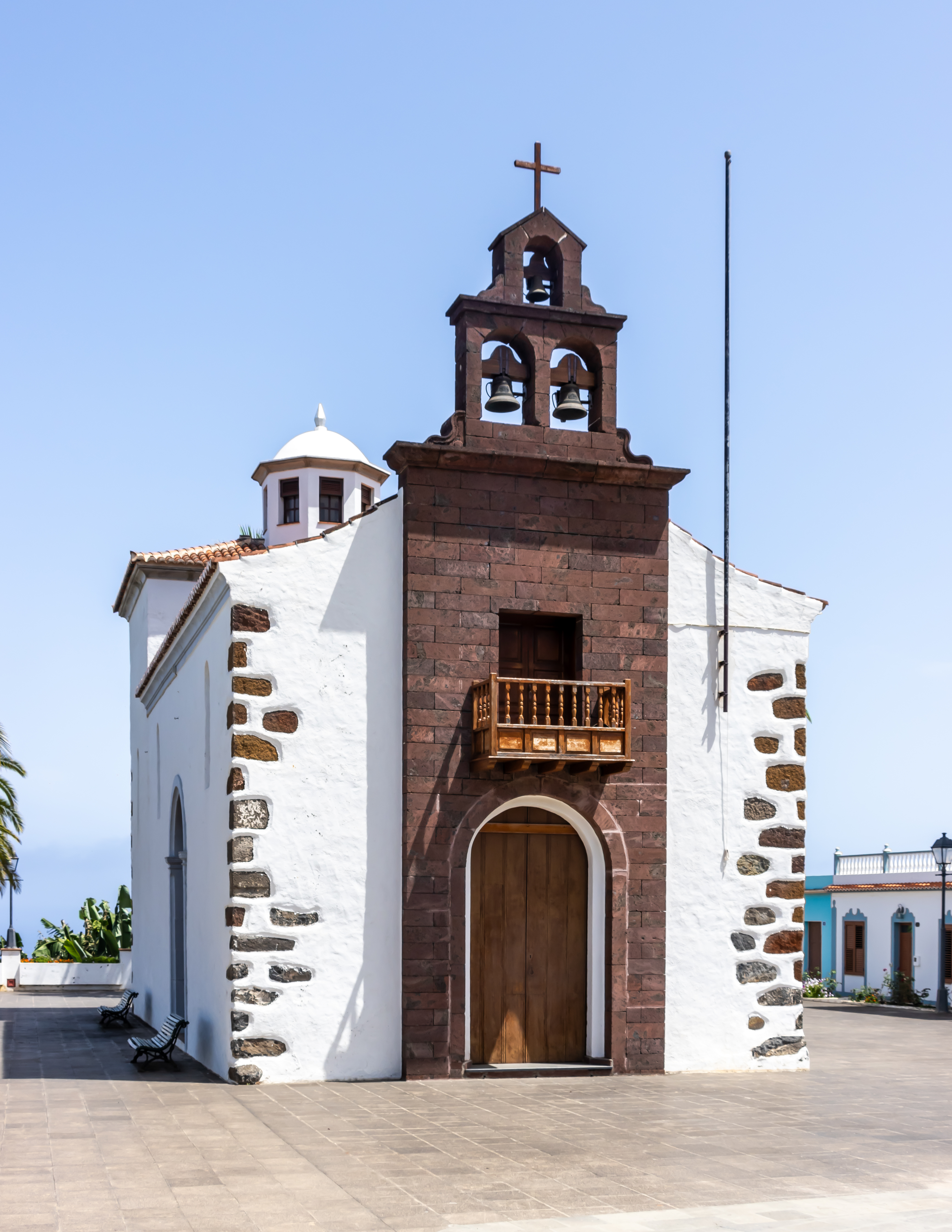
Iglesia de San Juan de Los Galguitos

La población creyente del municipio profesa mayoritariamente la religión católica, estando repartida la feligresía en tres parroquias pertenecientes al arciprestazgo de Santa Cruz de La Palma de la diócesis Nivariense.
- Iglesia de San Andrés Apóstol, en San Andrés.
- Iglesia de Nuestra Señora de Montserrat, en Los Sauces.
- Iglesia de San Juan Bautista, en Los Galguitos.
- Iglesia de San Pedro Apóstol, en Las Lomadas.

### Fiestas
Los patrones del municipio son San Andrés Apóstol y Nuestra Señora de Montserrat. Las fiestas patronales del primero tienen lugar en San Andrés el 30 de noviembre. Por su parte, la patrona de Los Sauces celebra su fiesta religiosa el 27 de abril, y las populares en septiembre. Estas fiestas de desarrollan a lo largo de 15 días, donde destacan el día dedicado a La Virgen (8 de septiembre), la romería típica y las verbenas populares. Otras celebraciones religiosas en el municipio son el Corpus Christi, el Gran Poder en San Andrés, San Pedro y San Pablo en Las Lomadas, San Juan en Los Galguitos y El Carmen en Puerto Espíndola.
El Entierro de La Sardina de Los Sauces es Fiesta de Interés Turístico de Canarias.El carnaval ha ido ganando importancia con la recuperación de eventos tan singulares como La Boda de los 60 así como la aparición en el barrio de Los Galguitos de su propio Entierro de La Sardina.
| Fecha                          | Celebración                                    | Barrio                  | Actos destacados                                |
| ------------------------------ | ---------------------------------------------- | ----------------------- | ----------------------------------------------- |
| 5 de enero                     | Cabalgata y Auto de los Reyes Magos            | Los Sauces              |                                                 |
| Febrero o marzo                | Carnaval                                       |                         | Entierro de La Sardina en Los Sauces            |
| 27 de abril                    | Nuestra Señora de Montserrat                   | Los Sauces              | Loa                                             |
| Fin de semana en mayo          | La Cruz y Santa Rita                           | Bajamar                 |                                                 |
| Junio                          | Corpus Christi                                 | San Andrés y Los Sauces |                                                 |
| Último fin de semana de junio  | San Pedro y San Pablo                          | Las Lomadas             | Romería y ofrenda                               |
| 1.er fin de semana de julio    | San Juan Bautista                              | Los Galguitos           |                                                 |
| 3.er fin de semana de julio    | Gran Poder de Dios                             | San Andrés              |                                                 |
| 1.er fin de semana de agosto   | Ntra. Sra. del Carmen                          | Puerto Espíndola        | Natación en la bahía, cucaña y el lazo          |
| Primera quincena de septiembre | Fiestas patronales de Ntra. Sra. de Montserrat | Los Sauces              | Romería típica                                  |
| 30 de noviembre                | San Andrés Apóstol                             | San Andrés              |                                                 |
| 24 de diciembre                | Navidad                                        | San Andrés              | Representación en vivo del auto de la Natividad |